# 広島ホームテレビ
株式会社広島ホームテレビ（ひろしまホームテレビ、Hiroshima Home Television Co.,Ltd.、略称：HOME〈ホーム〉、旧・UHT）は、広島県を放送対象地域とし、テレビジョン放送事業を行っている特定地上基幹放送事業者である。
ANN系列フルネット局であり、リモコンキーIDはキー局のテレビ朝日と同じ「5」。
キャッチコピーは「つながってる」。

## 本社・支社
本社・演奏所
- 広島市中区白島北町19番2号（〒730-8552）

支社
- 福山支社：福山市霞町1丁目1番1号 信愛ビル6F
- 東京支社：東京都中央区銀座5丁目14番1号 銀座クイントビル3F
- 大阪支社：大阪市北区中之島2丁目3番18号 中之島フェスティバルタワー16F

支局
- 呉支局
- 三次支局

海外特派員
- ANNニューヨーク特派員 アメリカニューヨーク

なお、放送対象地域は広島県であるが、取材対象地域は益田市、鹿足郡を除く島根県西部（ただし、支社・支局は設置されていない）も含まれる。

## 資本構成
企業・団体は当時の名称。出典：

### 2021年3月31日
| 資本金 | 発行済株式総数 | 株主数 |
| ------ | -------------- | ------ |
| 5億円  | 1,000,000株    | 58     |

| 株主                       | 株式数    | 比率   |
| -------------------------- | --------- | ------ |
| 朝日新聞社                 | 180,500株 | 18.05% |
| 全国共済農業協同組合連合会 | 070,000株 | 07.00% |
| テレビ朝日ホールディングス | 062,000株 | 06.20% |
| 毎日放送                   | 050,000株 | 05.00% |
| 広島銀行                   | 050,000株 | 05.00% |
| 中国電力                   | 050,000株 | 05.00% |
| 檜山典英                   | 050,000株 | 05.00% |
| 日本経済新聞社             | 049,000株 | 04.90% |

## 沿革
- 1964年（昭和39年）9月18日 - 前身の「株式会社 瀬戸内海放送[補足 3]」が免許申請を行う[11]。
- 1969年（昭和44年）
  - 11月18日 - 予備免許付与[11]。
  - 12月25日 - 商号を「株式会社 広島ホームテレビ」に改め、会社を設立[11]。
- 1970年（昭和45年）
  - 9月15日 - 試験電波を放射開始。当初はテストパターンが流された[12]。
  - 10月1日 - 試験放送を開始[13][補足 4]。同日中に第一期ホームシスターズがデビューしている[13]。
  - 12月1日 - 日本教育テレビ（NETテレビ、現・テレビ朝日）の系列局として開局[補足 5]。民放テレビ局の開局は、広島県内では3局目（先発2局（中国放送と広島テレビ放送）はVHF局であり、UHF局としては、本局が初めて[補足 6]）。NETテレビ制作の番組の他、系列外の日本テレビとフジテレビの番組も、開局とともに放送を開始した（当時HTVはNTV・CX2系列のクロスネットであり、HTVの編成上の都合で放送できなかったあぶれ番組をネットしていた事情による。詳細は後述）。当初の略称は、「UHT（UHF Hiroshima-Home TVの略）」であった。
    - 　開局時の中継局は福山、呉、竹原、尾道、因島、府中、三次、千代田、佐東の10局[14]。
- 1974年（昭和49年）4月1日、ANN（All-nippon News Network）に加盟。
- 1975年（昭和50年）10月1日、テレビ新広島（TSS）が開局。これにより開局以来ネットしていた一部のフジテレビ系の番組がTSSに、一部の日本テレビ系の番組が広島テレビ放送（HTV）にそれぞれ移行。同時に、わずかながら中国放送（RCC）で放送されていたNETテレビ系の番組が同局から移行して、NETテレビ系（ANN）フルネット化が完了した（民教協制作番組は、引き続きRCCが継続）。
- 1983年（昭和58年）10月27日、マスター設備を更新[15]。
- 1985年（昭和60年）11月14日、音声多重放送開始。中国地方のテレビ朝日系列フルネット局で最初に音声多重放送を開始した[15]。
- 1986年（昭和61年）4月1日、CI実施。それに伴い、略称をUHTからHOME（ホーム）に変更[16]。
- 1991年（平成3年）3月、広島ホームテレビ20年史を発行（広島ホームテレビ20年史編纂委員会 編集、167ページ。社史を発行したのは、この時だけである）。
- 1997年（平成9年）1月7日、在ペルー日本大使公邸占拠事件で、ANNの一員として取材を行っていた本局の取材チームが、ANN代表として「MRTA側の声明を取材し全世界に発信する」という目的で大使公邸への立ち入りを試みた。
- 2000年（平成12年）開局30周年を迎えてマスコットキャラクター「ぽるぽる」が誕生し、関連グッズも発売された。
- 2006年（平成18年）地上デジタル放送開始。
- 2010年（平成22年）開局40周年。
- 2011年（平成23年）7月24日、正午で地上波アナログ放送の一般放送終了。23時59分までに停波。
- 2013年（平成25年）1月、2012年（平成24年）の年間視聴率（1月2日 - 12月30日）で、ゴールデンタイム、プライムタイムの2つの時間帯で開局初の首位を獲得。全日でも2位の好成績を上げた[17]。
- 2015年（平成27年）開局45周年特別番組「キニナルてれび」を放送。
- 2016年（平成28年）4月18日、エムキャスにて『ぽるぽるTV』として全国配信を開始（試験放送は4月11日開始）[18]。
- 2020年（令和2年）12月1日、開局50周年。
- 2032年（令和14年）頃、本社を広島市中区白島北町から広島市南区西蟹屋に移転予定[19]。

### ネットワークの移り変わり
- 1970年（昭和45年）12月1日、NETテレビの系列局として開局。ANN発足後、初の新規開局でもある。
  - 開局時、中国放送や広島テレビ放送から大半のNETテレビ系列番組が移行される。
  - また、広島テレビの編成から外れた日本テレビ、フジテレビの番組も多く編成されていた一方で、本局の編成から外れた一部の番組が在阪局（毎日放送・読売テレビ・関西テレビ）制作分も含めて中国放送や広島テレビで放送されていた。
- 1975年（昭和50年）
  - 3月31日、腸捻転解消により、ANNの準キー局が毎日放送から朝日放送に変更。中国放送と関西発全国ネット番組を交換し、広島ホームテレビ・中国放送・広島テレビの3局で放送されていた毎日放送の番組が中国放送に一本化されたが、ごくわずか朝日放送制作番組が中国放送の編成に残った。
  - 10月1日、テレビ新広島の開局によりフジテレビの番組が同局へ、日本テレビの番組が広島テレビへ、それぞれ移行。この他、中国放送や広島テレビから民間放送教育協会制作分を除いて移行されずに残っていた番組が移行され、NETテレビ系列フルネット化完了。ただし、1979年（昭和54年）頃までは編成から外れた一部の番組が中国放送で番販で放送を継続していた。

#### 19時台以降の番組編成の変遷
- ★ → 時差ネット
- ☆ → 同日遅れネット

### 新聞資本とテレビネット
広島ホームテレビ（UHT→HOME）はANN系列に属し、朝日新聞の関係会社に位置付けられる。
開局当初は中国新聞の株式保有率が後年よりも多く、報道面でも自社での製作体制が整っていなかったため中国新聞社ラジオテレビ部に依存していた。この名残で、1980年代初期まで一部曜日のローカルニュースが「中国新聞ニュース」の名称で放送されていた。さらに毎日新聞・産経新聞や後述の読売新聞・日本経済新聞も出資していた。
その後、広島ホームテレビは自社での報道体制を整え、新聞社とキー局による系列支配が強まる中、それまで中国新聞・朝日新聞・毎日新聞が均等に出資し役員も各々から派遣されていた時代もあった中国放送（RCC・TBS系）との間で、1988年（昭和63年）に中国新聞と朝日新聞が広島ホームテレビと中国放送の多数の株式を交換して保有比率を調整したため、広島ホームテレビは朝日新聞色が、中国放送は中国新聞色が強くなった。しかし、中国新聞と広島ホームテレビとの資本関係は上位10社以内に入らない範囲に縮小しつつもも継続され、友好関係も維持し、イベントの共催を行ったり、時期により中国新聞のCMも放送されることがある。
また、開局時の経緯から、1975年（昭和50年）に系列外となった毎日放送（MBS）や、上位10社以内ではないが読売新聞も株主に名を連ねている。
また、かつてはNETテレビの大株主だった日本経済新聞とも資本関係があり、CMが放送されたことがある。
マスコミ関連以外では広島銀行やJA共済連が株主として名を連ね、歴代社長には朝日新聞社か広島銀行の出身者が就いていたが、2024年6月21日付で就任した佐藤以誠は、開局以来初の生え抜き社員からの抜擢となった。
開局当時は日本教育テレビ（NETテレビ、現在のテレビ朝日）を一応キー局に定めながらも、テレビ新広島（TSS）開局までは日本テレビ・フジテレビ系の番組も相当数放送され（特に日本テレビの番組はプロ野球の読売ジャイアンツ主催ゲームも含んだ）、逆に前述の資本構成の名残から広島ホームテレビの編成から外れたNETテレビ系番組や、広島テレビ・広島ホームテレビのどちらの編成からも漏れた日本テレビ・フジテレビ系番組は一部が中国放送で放送された。
開局後に中国放送で放送されたNETテレビ系の番組は一社提供番組（1973年（昭和48年）3月までの『象印スターものまね大合戦』など）や毎日放送制作の番組（関東地区では東京12チャンネルで放送された番組も含む）が中心だった他、腸捻転解消直後は朝日放送（ABC）制作の番組で中国放送で引き続き放送されたたものもあった（毎日放送制作番組には、腸捻転解消後もTBSテレビ系番組として引き続き放送されたものがある）。
また、腸捻転解消直前の頃は広島ホームテレビが『大正テレビ寄席』を同時ネットした関係で、編成から外れた毎日放送制作の『サモン日曜お笑い劇場』が『土曜お笑い劇場』として広島テレビにネットされた時期があった。
さらに、テレビ新広島の開局後も1970年代後半までは、広島ホームテレビの編成から外れたNETテレビ→テレビ朝日系のアニメ番組が中国放送で放送された例があった。

## 世界での姉妹放送局
- アメリカ合衆国・ハワイ州ホノルル市、KITV（ABC系列） - 1986年に締結
- カナダ・ケベック州モントリオール市、CTV Montreal (旧称・CFCF、CTV直営局） - 1990年に締結
- 大韓民国・慶尚北道大邱広域市、大邱放送（SBS系列） - 1997年に締結
- アメリカ・ミシガン州デトロイト、WXYZ-TV（ABC系列） - 1998年に締結

このうち、デトロイトのWXYZ-TV以外は広島市の姉妹都市（ホノルル、モントリオール、大邱）に本社を置く放送局。

## 主なテレビ放送所
- リモコンIDは県内全域で、テレビ朝日ほか大半のANN系列フルネット局と同じ「5」となっている。
- ABC・メ～テレ・HTBのリモコンキーID「6」は在広局はどこも使用されていない。
- 山口県岩国地区で受信される場合は051-1となり「11」（アイ・キャン加入世帯は「10」）となる。

### 地上デジタル放送
- 2006年10月の地上デジタル放送開始当初はニュース映像の全てが従来の4:3SDだったが、2007年10月以降HDカメラを多数導入し、ニューススタジオもHD対応になった。

親局
- 広島（絵下山） JOGM-DTV 22ch 3 kW

中継局
- 佐東（広島市安佐南区） 22ch 3W
- 可部（広島市安佐北区） 22ch 10W
- 北広島千代田 20ch 10W
- 江田島大柿（江田島市大柿町） 22ch 10W
- 呉 22ch 30W（休山）
- 東広島西条 20ch 1W
- 竹原 22ch 10W
- 三次 22ch 30W
- 福山 29ch 100W（彦山） 備後地区地上デジタルテレビジョン放送基幹局
- 尾道 29ch 50W（高見山）
- 尾道因島（尾道市因島） 29ch 1W
- 府中（福山市新市町） 29ch 10W

### アナログ放送（過去）
2011年7月24日停波時点
親局
- 広島（絵下山＝広島市安芸区） JOGM-TV 35ch（映像出力30kW）

広島市近郊ではアナログ放送も5chにプリセットする場合が多い。
中継局
- 北広島千代田 38ch 100W
- 江田島大柿 53ch 100W
- 呉 24ch 300W（休山）
- 竹原・大崎上島 38ch 100W
- 三次 24ch 300W
- 東広島西条 61ch 10W
- 東広島黒瀬 42ch 10W
- 尾道 24ch 1 kW（高見山） 備後地区基幹局
- 福山 57ch 300W（蔵王山）
- 福山西 14ch 10W（彦山）
- 府中（福山市新市町） 41ch 100W
他にも中継局あり

## 現在放送中のテレビ番組
2025年7月現在。
以下の番組の中には、関連会社のホームテレビ映像などが制作協力している番組がある。

### 現在放送中の自社制作番組
ローカル報道・情報
- HOME NEWS（月曜 11:42 - 11:45、火・水曜 0:50 - 0:55・11:42 - 11:45、木・金曜 0:45 - 0:50・11:42 - 11:45、土曜1:20 - 1:25）
- 広島平和記念式典中継（毎年8月6日 平日は7:50頃 - 8:45頃。土・日曜日は8:00 - 8:30または9:00とすることが多いが、年度により異なる）
  - この日は『全国高校野球選手権大会中継・開会式』（ABC発ネットワークセールス）と当たることが多いため、その中継開始時刻まで広島から放送する。
  - 2023年度の場合、『サンデーLIVE!!』は8時で飛び降り、『ひろがるスカイ!プリキュア』は10:00からの時差ネットで放送した（字幕放送を実施した一方、連動データ放送は実施されなかった）[20][21][22][23]。
- HOME情報LAND（月 - 金曜 10:25 - 10:30）[補足 16]
- ピタニュー（2023年4月3日 -、 月曜 16:40 - 18:45、火・木曜 16:40 - 18:56、水曜 16:40 - 19:00、金曜 16:40 - 18:50）
  - 8月6日が土曜または日曜にあたる場合は、特別版を放送する場合がある。
  - ピタニューモーニング（月曜 5:35 - 5:50）
- KICK OFF! HIROSHIMA（月曜 18:45 - 19:00）
- 届け!ひろしま応援歌（隔週土曜 9:45 - 10:15）
- ひろしま深掘りライブ フロントドア（2016年4月23日 - 、土曜 13:00 - 14:00）
- ドキュメント広島（2018年5月18日深夜 - 、放送枠はその時々により異なる）

ローカルバラエティ番組
- HOMEぽるぽるTV（HOMEが提供する無料配信サービスの番組をテレビ放送、2020年10月より月2回放送）
- 鯉のはなシアター（チバテレビにもネット、2017年11月29日をもってレギュラー放送を終了、2018年4月から月1回・ゴールデンタイムの放送へ移行したが、2020年以降は新型コロナウイルス感染拡大の影響で新作の制作が減少した）
- カープ道（毎週水曜 0:15 - 0:45（火曜深夜）2025年4月期より枠交換で一日移動）
  - eスポーツ道（5週目のある月の最終木曜 0:15 - 0:45（水曜深夜））
  - 高校野球道
- サンフレ応援！森崎浩司の"Foot Style" （毎月第3水曜 0:55 - 1:25（火曜深夜））
- スナックコットン（毎週木曜深夜、2025年 - ）

スポーツ中継
- 全国高等学校野球選手権広島大会[補足 17]（原則として旧市民球場〔2009年まで〕・マツダスタジアム〔2009年から〕試合のみだが、2013年は広島東洋カープの日程との兼ね合いから準決勝・決勝戦でマツダスタジアムが使用できないため、尾道しまなみ球場から中継を実施）
- カープ応援中継“勝ちグセ。”（広島東洋カープ主催ゲーム）[補足 18][補足 19][補足 20]※2010年までテレビ朝日（対巨人戦）・朝日放送テレビ（対阪神戦）が中継車を派遣して協力する場合はHDだが、自社ローカル（とJ SPORTS）のみの場合は自社の中継車がHD完全対応でないため、16:9サイズのSD画面をアップコンバートした映像で放送していたが（テロップのみHD）、2011年（平成23年）からハイビジョン化した。2008年度からHOME応援キャンペーンとして「勝ちグセ。」をキャッチフレーズにしている。なお、オールスターゲーム・日本シリーズの全国ネット中継はテレビ朝日主導制作（技術面・リアルタイム字幕放送・連動データ放送付加・番組送出も全て担当し、広島ホームテレビは制作協力扱いとなる）で放送する。
  - 2010年からローカルセールス枠や全国中継差し替えでのビジターゲームの独自制作を本格的に開始し、2018年以降はビジターゲームのナイター中継での通常番組差し替えが認められたことから、主催球団[補足 21]や中継を実施する系列局[補足 22]の映像を利用した自社での実況独自制作によるビジターゲームの中継をさらに増加させた（現地乗り込みか本社スタジオからのオフチューブかは随時異なる）が、2021年以降は、新型コロナウイルス感染状況への対応、サッカー・バスケットボールなど他のスポーツ中継の増加、解説者として出演していた北別府学が2020年から病気療養に入り、病状の悪化により2023年6月に逝去したこと[補足 23]などの複合的要因による製作費用・番組編成・制作要員や出演者の確保などの都合により、ビジター地元局が中継している場合でも通常編成で代替することが再度増加した上、朝日放送テレビが放送権を持った2023年のクライマックスシリーズファイナルステージ第1戦は、テレビ朝日や差し替え元の番組のスポンサーとの調整がつかず放送を断念することになった。
  - 逆に、広島主催試合をビジターの地元局が中継する際に映像協力を行うことがあるが（実況はビジター側各局が乗り込みまたはオフチューブで担当）、対楽天戦では東日本放送（『KHB SUPER BASEBALL』の番組名で放送）が広島ホームテレビのスコア表示を流用するため、ランニングスコアの『勝ちグセ』のロゴを『日本生命セ・パ交流戦』に置き換える配慮を行っている。
- 広島ホームテレビ・食協カップ 広島ママさんバレーボール大会 - 毎年12月に録画放送。2009年で第37回。
- フジパンCUP 中国少年サッカー大会 - 毎年8月に録画放送。瀬戸内海放送[補足 24]・山口朝日放送・山陰放送（TBS系列）にもネット。
- ドラゴンフライズ応援中継“勝ちグセ。”
  - バスケットボールB.LEAGUE・広島ドラゴンフライズのホームゲームを中継。映像は公式配信のものをスコアテロップを含めて使用し、実況は自社で製作する。解説には折茂武彦（レバンガ北海道代表）が出演することが多い。
- サンフレチッチェ応援中継“勝ちグセ。”
  - 2000年代以降途絶えていたが、2022年に中継を再開。サッカーJリーグ・サンフレッチェ広島のホームゲームを中継。映像は公式配信のものをスコアテロップを含めて使用し、実況は自社で製作する。

ブロックネット・その他一部地域ネット番組
- ドキュメンタリー番組
  - ダイドードリンコスペシャル 日本の祭り→ダイドーグループ 日本の祭り（自社制作分のみダイドードリンコの冠提供で主に土曜13:00枠で放送）

ミニ番組
- あンテな（HOME映画試写会やイベントのお知らせ/水曜 23:10 - 23:15）
- ぽるぽるCHANNEL → ぽるぽるエンタ・ぽるぽるEYE（番宣番組・随時放送）
- ビジネス最前線（火曜 18:56 - 19:00）
- シャボン玉せっけん ナチュラル生活（火曜 18:56 - 19:00）
- 安全なう（金曜 18:56 - 19:00）
- あした記念日（金曜 20:54 - 21:00）
- たまこちゃんとコックボーシリーズ（ユニキャラプロジェクト） - 天気予報・フィラーとして。
- ブラッコシリーズ（ユニキャラプロジェクト） - 天気予報・フィラーとして
- #くらしを遊ぼう! Presented by エディオン蔦屋家電（2017年7月12日 - 、毎週第2・4水曜　20:54 - 21:00）
- もうひとつの居場所、もうひとつの時間（金曜 21:48 - 21:54）
- あっぱれ リストランテマミー → リストランテマミー （毎月第1・第3土曜日 10:25 - 10:30）
- エンタメランド（深夜26時 - 28時枠にて随時放送） - フィラーとして

### テレビ朝日系列番組

#### テレビ朝日系列ローカルセールス
制作局の表記のない番組はテレビ朝日制作。太字は同時ネット。
- グッド!モーニング（月曜 - 金曜 5:50 - 8:00・土曜 6:00 - 8:00）[補足 25]
- 大下容子ワイド!スクランブル 第1部 （月曜 - 金曜 10:30 - 12:00、11:42 - 12:00は『HOME NEWS』『ANNニュース』をフロート番組として内包）[補足 26]
- やすとものいたって真剣です（水曜 0:55 - 2:00（火曜深夜）、朝日放送テレビ制作）[補足 27]
- バスケ☆FIVE〜日本バスケ応援宣言〜（水曜 2:05 - 2:20（火曜深夜））
- ラブ!!Jリーグ（水曜 2:20 - 2:35（火曜深夜））
- テレビ千鳥 （木曜　0:20 - 0:50 （水曜深夜）2025年4月期より枠交換で1日移動）
- なるみ・岡村の過ぎるTV（金曜 0:50 - 1:55（木曜深夜）、朝日放送テレビ制作）[補足 28]
- ワールドプロレスリング（金曜 1:55 - 2:25（木曜深夜））
- ザワつく!金曜日・事前枠（金曜 18:50 - 19:00）[補足 29]
- 探偵!ナイトスクープ（土曜 0:20 - 1:20（金曜深夜）、朝日放送テレビ制作）[補足 30][補足 31][補足 32][補足 33]
- 題名のない音楽会（土曜 11:15 - 11:45）
- 教えて!ニュースライブ 正義のミカタ（土曜14:00 - 15:30、朝日放送テレビ制作、2024年7月6日開始）[補足 34][補足 35]
- 有吉クイズ（日曜 0:00 - 0:29（土曜深夜））
- おぎやはぎのハピキャン 〜キャンプはじめてみました〜（日曜 0:29 - 1:00（土曜深夜）、メ〜テレ制作）
- musicる TV（日曜 1:00 - 1:30（土曜深夜））
- じゅん散歩（日曜 6:00 - 6:20）
- これ余談なんですけど・・・（日曜 10:50 - 11:50、朝日放送テレビ制作）[補足 36]
- 相席食堂（日曜 14:25 - 15:25を中心に不定期放送、朝日放送テレビ制作）[補足 37]
- ビートたけしのTVタックル（日曜 15:25 - 16:20）[補足 38]
- なにわ男子の逆転男子（月曜 0:00 - 0:30（日曜深夜））[補足 39]
- Break Out（月曜 2:10 - 2:40（日曜深夜））
- テレメンタリー（月曜 2:40 - 3:10（日曜深夜）、ANN系列各社制作）[補足 40]
- 全国中学校駅伝大会（開催地のANN系列局制作）[補足 41]
- 維新の里 萩城下町マラソン（山口朝日放送制作）
- 中部ブロックANN系列局共同制作新春特別番組（毎年1月放送、メ〜テレ・静岡朝日テレビ・新潟テレビ21・北陸朝日放送・長野朝日放送制作、年度により先行ネットまたは遅れネット）[補足 42]
- 東北ブロックANN系列局共同制作新春特別番組（毎年1月放送、東日本放送・福島放送・青森朝日放送・秋田朝日放送・山形テレビ・岩手朝日テレビ制作。年度により先行ネットまたは遅れネット）[補足 43]
- 全国高校野球選手権大会中継・決勝戦（朝日放送テレビ制作、2015年のローカルセールス降格後も、編成上可能な場合に広島県代表の決勝進出有無にかかわらず放送）[補足 44][補足 45]

※その他、土・日曜日の午後枠は、スポーツ中継・特別番組の単発編成や再放送番組の不定期編成などの関係で番組編成が流動的なため、レギュラー放送扱いの遅れネット番組でも時間帯が一定しないことから、公式ホームページでは放送時間を明示せず「土曜（日曜）午後」のみ記述のものや、レギュラー番組としての記載がないものがある（テレビ東京系列番組も同様）。

### 他系列の番組

#### テレビ東京系列番組
制作局の表記のない番組はテレビ東京
- クリックニッポン（政府広報、木曜 18:56 - 19:00）[補足 46]
- ウルトラシリーズ（日曜 5:30 - 6:00、現在は『ウルトラマンオメガ』を放送中）
- ポケットモンスター（日曜 10:00 - 10:30）[補足 47]
- 開運!なんでも鑑定団（日曜 16:25 - 17:30、再放送：土曜 12:00 - 13:00）[補足 48]

## 過去に放送された番組

### 自社制作番組
- HOMEフレッシュモーニング（1987年6月1日 - 1995年12月29日）
- たわわのTARZAN（1991年10月 - 1995年12月30日）
- 西田篤史のテレビランド（1996年3月25日 - 2000年3月31日）
- Fantasista（2003年3月31日 - 2007年3月12日） ※HD - サンフレッチェ広島応援ミニ番組。
- 中野浩一のK-ファン（2003年4月5日 - 2008年3月29日、2008年9月14日 - 2008年11月16日）
- 生です!カッキン（2003年11月14日 - 2008年9月）
- 広島SeeSaw（2004年4月7日 - 2004年10月）
- ジョブジョブ（2004年4月10日 - 2007年3月17日）
- ホビーの匠（2006年7月22日 - 2015年3月28日）
- THE STREET FIGHTERS@Hiroshima（2007年4月7日 - 2011年9月17日）
- アグレッシブですけど、何か?（2007年4月28日 - 2015年3月18日） - ネット局については当該記事を参照。
- デビュー最前戦（2007年10月2日 - 2010年7月27日）
- ゆっきー@カフェ（2007年12月5日 - 2007年12月25日）- 瀬戸内海放送・山口朝日放送・山陰放送にもネット。
- 情報てれび 榮屋松本堂（2008年10月3日 - 2009年9月25日） ※HD
- あっぱれ!熟年ファイターズ（2009年4月18日 - 2017年12月30日）※朝日ニュースターにネット。
- ゆめひろ!見のがせナイト（2009年6月10日 - 2012年2月23日）
- マル得生てれび イチオシ。 → イチオシ。（2009年10月2日 - 2013年3月29日）
- 勝ちグセ。サンデー恋すぽ（2010年3月7日 - 2016年3月20日）
- 驚き桃の木ナオキの樹（2002年4月 - 2016年3月26日）
- 週末喫茶 アサブランカ（2013年4月5日 - 2016年3月26日）
- H♪LINE（2014年4月19日 - 2021年3月19日）
- よなよなテレビ（2015年4月20日 - 2021年3月25日、帯放送バラエティ）- 2021年3月をもって枠解消。
  - デルゲーツ （2015年4月20日 - 2017年3月27日）- 静岡朝日テレビ・メ〜テレにもネット。
  - ぶちぶちシソンヌ（2015年4月22日 - 2020年3月17日）- 青森朝日放送・チバテレにもネット。
  - 恋とか愛とか（仮）（2015年4月23日 - 2021年3月25日）
- せとチャレ!STU48（2017年10月7日 - 2024年3月29日）- TOKYO MXにもネット。
- 瀬戸にゃん海 - 愛媛朝日テレビとの共同制作、2020年3月に終了。
- ココ!ブランニュー（2020年9月27日に終了）
- 元気!ひろしま（2005年3月に終了）
- やぎうまサンデー（2021年9月に終了）
- 街ウケ! - 瀬戸内海放送と山口朝日放送にもネット。
- イベントBOX
- ModelROOM.com
- 白島北町音楽倶楽部
- やっちょるけんね - 広島三越サテライトスタジオから放送。
- 新・ふれあいシリーズ（1981年 - 1990年放送）- 広島県経済連（現・JAグループ広島）の一社提供ドキュメンタリー番組[補足 49]。
- ひょっこり評判テレビ - 1990年代中期に放送されていた土曜日午前中の情報番組。風見しんごが司会を務めた。
- しんごしんご - 『たわわのTARZAN』終了前に始まった1990年代中期の深夜番組。風見しんごが司会を務めた。
- あっとほーむクイズ（1980年代前半、日曜 11:00 - 11:30）- 塩見大治郎（ジローズ→ヤング101。ソロ転向後『それ行けカープ 〜若き鯉たち〜』を歌唱）が司会を務めた。
- アッちゃんのホリデーNo.1 （日曜 11:00 - 11:30）- 『あっとほーむクイズ』の後番組。西田篤史が初めて司会を務めたレギュラー番組。
- 燃えろ!赤ヘル（1980年代前半、日曜 11:30 - 11:45）
- 独占!ひろしま60分（1983年、土曜 12:00 - 13:00）
- ノマドの足跡
- メロマニ - 2000年頃に放送されていた音楽番組。
- モジラな夜
- 思えばトークへ来たもんだ - 1993年頃放送されていた深夜のトーク番組。約半年で終了。
- テレライフ・ナウ→テレライフ - NTT中国グループ提供・テレビ朝日系列中国地方ブロックネット。山陰広域圏は日本海テレビ（日本テレビ系）が、岡山県・香川県は当初スポンサーの関係上岡山放送（フジテレビ系）がネットしたが、その後本来の系列局の瀬戸内海放送へ移行。山口県では山口放送→山口朝日放送で放送。
- カープDON!※HD
- ひろしま菜'S（ヒロシマサイズ）
- 自然賛歌（テレビ朝日映像またはEZmホームテレビ映像と共同制作）※瀬戸内海放送・山口朝日放送・山陰放送（TBS系）にネット※HD
- 北斗晶の鬼嫁運動記者倶楽部“勝ちグセ。”※HD - 広島のスポーツを応援する番組。2009年度から応援キャンペーンのキャッチフレーズである「勝ちグセ。」が付いていた。
- ひろしまQ（ - 2011年3月29日）
- レッツ!東広島（東広島市広報番組）
- 雨のち晴れ（2011年11月 - 2012年11月）
- 新幹線でいく!本田望結の東京新発見（2017年11月 - 12月）
- 武井SOUL（2017年7月7日 - 2017年12月15日）
- くれ・情報ステーション（ - 2013年3月25日、広島テレビから移行、呉市広報番組）
- 猫侍[補足 50]→猫侍 SEASON2[補足 51]→猫侍 玉之丞 江戸へ行く[補足 52]
- 幼獣マメシバ 望郷篇（以前のシリーズは県内未放送）[補足 53]
- キャラ@声部 （テレビ愛知と共同制作〈製作委員会参加〉、2021年4月改編時にネットおよび製作参加打ち切り、番組自体はテレビ新広島へ移行し、2023年6月29日まで放送[25]）
- 全力投球!コットン100%（2022年、2024年）MC：コットン
- 一杯、おごらせて!（2023年10月10日）ヒコロヒー、河井ゆずるが出演
- 早起きは三文の徳（2023年5月7日 - 2025年3月30日[26]）

17時台から18時台のニュース番組
- HOMEテレビ夕刊 - 『ANNニュースレーダー』を内包。
- ニュースファイルHOME - 全国ニュースが『ニュースシャトル』（19:20 - 20:00）へ移行した時に、ローカルニュースのみの番組として独立、18:00 - 18:35の時間帯で放送された。18:35 - 18:50は過去のアニメ番組（主に『藤子不二雄劇場』）の再放送を編成していた。この関係で『パオパオチャンネル』はネットしなかった。
- HOMEニュースシャトル - これ以後『HOMEスーパーJチャンネル』まで、全国放送のニュース番組を内包する形で、題名も全国タイトルに合わせた。
- HOME 600ステーション
- HOMEステーションEYE
- HOMEスーパーJチャンネル
- ひろしまVOICE - 当番組より17時台スタート。
- げっきんLIVE（2000年4月 - 2003年3月）
- HOME Jステーション（2003年4月 - 2018年4月）
- みみよりライブ 5up!（2018年4月9日 - 2023年3月24日）

全国ネット番組
かつては年1回程度、全国ネットのドラマスペシャルを制作していた。
- 炎の絵 - 1992年9月15日放送[27]。
- 跳ぶ足 日本初の金メダリスト・織田幹雄 - 1994年9月15日放送[28]。
- イッツ・ア・ロング・ウェイ 愛よ海を越えてとどけ - 1995年11月3日放送[29]。
- トンボの国 - 1996年11月4日放送。
- 遠い潮騒 - 1998年11月3日放送[30]。
- HOMEドラマスペシャル'99 海の上のラブソング - 1999年11月3日放送[31]。
- 賢者の贈り物 - 2001年12月24日 14:00 - 14:54放送。岩井俊二監修のオムニバスドラマ。

NETテレビ→テレビ朝日・北海道テレビ放送・名古屋テレビ放送・朝日放送・瀬戸内海放送・九州朝日放送と共同で制作に参加したドラマ（全国ネット）
- 徳川三国志（東映京都撮影所制作、幹事局＝NETテレビ。1975年10月 - 1976年4月）
- 新・二人の事件簿 暁に駆ける（大映テレビ制作、幹事局＝朝日放送、本作から東日本放送も参加。1976年7月 - 1977年3月）
- 海峡物語（テレパック制作、幹事局＝テレビ朝日。1977年4月 - 9月）
- お手々つないで（幹事局＝名古屋テレビ。1977年10月 - 1978年3月）
- 東京メグレ警視シリーズ（テレパック制作、幹事局＝朝日放送。1978年4月 - 1978年9月）
- 亭主の家出（幹事局＝九州朝日放送。1978年10月 - 1979年3月）

BS向け自社制作番組
- 廣島悠遊MAGAJIN TABIVITA（BS朝日）

中四国ブロックネット特別番組（瀬戸内海放送・山口朝日放送・愛媛朝日テレビと共同制作・各局同時スポンサードネット）
公式ホームページ開設と番組送出は制作幹事局が担当
- 真矢みきの坂本龍馬ミステリー
2007年3月5日（月）19:00 - 19:54放送、幹事局＝瀬戸内海放送
- 巌流島ミステリー・武蔵が消した小次郎の真実
2007年11月12日（月）19:00 - 19:54放送、幹事局＝山口朝日放送
出演：山下真司・赤井英和
- 瀬戸内海から地球が見える 〜ナルトビエイが伝える海のSOS〜
2008年11月10日（月）19:00 - 19:54放送、幹事局＝愛媛朝日テレビ
ナビゲーター：大杉漣
  - 北海道テレビ＝2009年1月2日（金）6:25 - 7:20放送。
  - 東日本放送＝2009年1月2日（金）14:00 - 14:55放送。
- 瀬戸内の島で発見・ウソのような本当の話
2009年11月23日（月・祝）19:00 - 19:54放送、幹事局＝広島ホームテレビ
出演：勝俣州和・はるな愛・北陽
- 中四国縦断SP 『会いたい! 食べたい! 夢みた〜い!』
2010年11月22日（月）19:00 - 19:54放送、幹事局＝瀬戸内海放送
出演：勝俣州和・スザンヌ・東貴博
- ご当地検笑TV それってキニナルゥ〜!
2011年11月8日（火）19:00 - 19:54放送、幹事局＝山口朝日放送[補足 54]
出演：おすぎ・いとうあさこ・南明奈・ナイツ
リポーター：ゆってぃ・カトゥー直也・広海・深海・坂本ちゃん
- 仲村トオル 古田敦也が追う 維新 の・ぼーる〜時代を生き抜く"野球"のチカラ〜
2012年10月27日（土）14:00 - 14:55放送、幹事局＝愛媛朝日テレビ
ナビゲーター：仲村トオル（ナレーション兼）・古田敦也
- 谷原章介が迫る「秀吉が愛した武将茶人」〜上田宗箇流400年のウツクシキ〜
2013年11月9日（土）14:00 - 14:55放送、幹事局＝広島ホームテレビ
ナビゲーター：谷原章介
  - 青森朝日放送＝2013年12月20日（金）14:55 - 15:50放送。
  - 大分朝日放送＝2013年12月24日（火）14:00 - 14:55放送。
  - 熊本朝日放送＝2013年12月24日（火）14:55 - 15:50放送。
  - 北陸朝日放送＝2013年12月26日（木）10:30 - 11:30放送。
  - 長野朝日放送＝2013年12月26日（木）15:58 - 16:53放送。
  - テレビ朝日・福島放送・静岡朝日テレビ・メ〜テレ・長崎文化放送＝2013年12月29日（日）4:25 - 5:50放送。
  - 鹿児島放送＝2013年12月29日（日）7:00 - 8:00放送。
  - 琉球朝日放送＝2013年12月29日（日）深夜（日付の上では30日）1:15 - 2:10放送。
  - 朝日放送＝2013年12月30日（月）4:55 - 5:50放送。
  - 山形テレビ＝2013年12月30日（月）9:55 - 10:55放送。
  - 秋田朝日放送＝2013年12月30日（月）16:00 - 16:55放送。
  - 北海道テレビ＝2013年12月31日（火）4:25 - 5:50放送。
  - 九州朝日放送＝2014年1月1日（水）深夜（日付の上では2日）3:25 - 4:30放送。
  - 新潟テレビ21＝2014年1月2日（木）6:00 - 7:00放送。
  - 東日本放送＝2014年1月4日（土）7:00 - 8:00放送。
  - 岩手朝日テレビ＝2014年1月27日（月）10:30 - 11:25放送。
- 村上水軍と塩飽水軍 海の覇者 瀬戸内海賊ヒストリー
2014年11月8日（土）14:00 - 14:55放送、幹事局＝瀬戸内海放送
ナビゲーター：香川照之
中四国ブロック以外でも順次放送された。
- 幕末サムライ番長　高杉晋作のブッちぎり人生〜面白きこともなき世を面白く〜
2015年11月7日（土）14:00 - 14:55放送、幹事局＝山口朝日放送
出演：的場浩司・一坂太郎・中野信子
- 路面電車のある風景 瀬戸内ちょい鉄ゆらり旅
2016年11月19日（土）14:00 - 14:55放送、幹事局＝愛媛朝日テレビ
出演：中川家・友近・秋山竜次・木村裕子、ナレーション：鈴木砂羽
- わざわざ行きたい! 山本耕史の瀬戸の島旅
2017年11月24日（土）14:00 - 14:55放送、幹事局＝広島ホームテレビ
出演：山本耕史、清水国明、レッド吉田、土路生優里（STU48）・薮下楓（STU48）
- 瀬戸の夢橋 絶景物語
2018年11月10日（土）14:00 - 14:55放送、幹事局＝瀬戸内海放送
ナビゲーター：香川照之、ナレーター：赤江珠緒
  - BS朝日＝2019年4月21日（日）午前11:00 - 11:55
  - サンテレビ＝2019年8月18日（日）14:00 - 14:55
- 淳のワヤ旅!〜城好き歴男ふるさと巡礼
2019年11月23日（土・祝）15:00 - 15:55放送、幹事局＝山口朝日放送
ナビゲーター：田村淳、ニブンノゴ!
- シソンヌの瀬戸内海グルメ観光課
2020年11月21日（土）14:00 - 14:55放送、幹事局＝広島ホームテレビ
出演：シソンヌ、小栗旬
- 和牛のギュウっと瀬戸内
2021年11月27日（土）14:00 - 14:55放送、幹事局＝愛媛朝日テレビ
出演：和牛・小島瑠璃子・GAG・蛙亭・ネルソンズ・バンビーノ
この関係で、『フィギュアスケートグランプリシリーズ・ロシア大会男女ショート』（テレビ朝日他では13:30 - 15:30）が15:00からの、『クレヨンしんちゃん』（16:30 - 17:00）が翌28日の時差ネット（愛媛朝日テレビ＝14:25 - 14:55、広島ホームテレビ・山口朝日放送＝14:55 - 15:25、瀬戸内海放送＝16:54 - 17:24。『グランプリシリーズ』『クレヨンしんちゃん』とも連動データ放送は非対応）となった。
  - 秋田朝日放送＝12月23日（火）0:15 - 1:10（24日深夜）
  - 鹿児島放送＝12月28日（火）0:15 - 0:15（27日深夜）
  - 琉球朝日放送＝12月30日（木）15:05 - 16:00
  - 静岡朝日テレビ＝12月31日（金）4:55 - 5:50
  - 青森朝日放送・九州朝日放送・大分朝日放送…12月31日（金）6:00 - 7:00
  - 広島ホームテレビ（再放送）＝12月31日（金）6:35 - 7:30
  - 北陸朝日放送＝12月31日（金）8:50 - 9:50
  - 岩手朝日テレビ＝1月2日（日）4:55 - 5:50
  - 北海道テレビ・福島放送・瀬戸内海放送（再放送）＝1月2日（日）6:00 - 6:55
  - 新潟テレビ21＝1月2日（日）25:10 - 26:05
  - 東日本放送＝1月3日（月）4:55 - 5:50
  - 朝日放送テレビ・長崎文化放送＝1月3日（月）6:00 - 6:50
  - メ～テレ＝1月3日（月）6:00 - 7:00
  - 愛媛朝日テレビ（再放送）＝1月3日（日）17:00 - 18:00
  - 長野朝日放送＝1月4日（火）0:15 - 1:10（3日深夜）
  - 山口朝日放送（再放送）＝1月4日（火）13:45 - 14:45
  - 熊本朝日放送＝1月5日（水）0:50 - 1:50（4日深夜）
  - 山形テレビ＝1月5日（水）15:48 - 16:43
- ずん＆関根麻里の 気になる瀬戸内系バズりの達人
2022年11月26日（土）14:00 - 14:55放送、幹事局＝瀬戸内海放送
出演：ずん、関根麻里、荻津尚輝（瀬戸内海放送）、八幡美咲（広島ホームテレビ）、石本桃子（愛媛朝日テレビ）、中村萌音（山口朝日放送）
- いとうあさこ 岡山香川愛媛広島山口大好き!〜あなたの街のアタリマエ検笑〜
2023年11月26日（日）15:25 - 16:20放送、幹事局＝山口朝日放送
出演：いとうあさこ・ナイツ、ナレーション：八谷英樹（山口朝日放送）
- 2024年は番組の制作が行われなかった。

### テレビ朝日系列局制作番組（全局スポンサードネット番組を除く）
NETテレビ→テレビ朝日制作
- パンポロリンシリーズ
- 世界あの店この店（丸井提供ではなくローカルスポンサーによる放送）
- クイズ!!マガジン（土曜日に放送）
- 100万円クイズハンター（番組後期から最終回まで放送）
- ウソップランド（途中打ち切り）[補足 55]
- 華麗にAh!so→BAN-BAN-BANG（1993年3月まではスポンサードネット）
- つるピカハゲ丸くん（土曜 17:00 - 17:30）
- おかずのクッキング（途中打ち切り、5分番組時代に紀文のスポンサードネットで放送していた）
- ムーぽん（環瀬戸内海地域で唯一放送）
- あたしンち（ローカルセールス化後は深夜2時台に放送、途中打ち切り）
- 食彩の王国（番組自体は継続中）
- カーグラフィックTV（テレビ朝日→BS朝日制作、2009年3月で打ち切り、番組自体は継続中）
- 報道発 ドキュメンタリ宣言（2010年3月のゴールデンタイム枠撤退と同時に打ち切り）
- 中居正広のニュースな会（同日時差ネット。本局での途中打ち切り後も番組自体は番組名を改題して2024年12月まで継続）
- 秘密結社鷹の爪 カウントダウン（蛙男商会・DLE・電通・東宝・ソニー・ミュージックエンタテインメント・テレビ朝日・毎日放送・静岡放送制作）
- 世界の車窓から（2013年9月打ち切り、番組自体は継続中）[補足 56]
- サンデースクランブル（2015年3月29日打ち切り）
- だんくぼ・彩
- キス濱テレビ
- イマドキ男子冒険バラエティ 真夜中のプリンス（2017年3月打ち切り）
- タイガーマスクW
- 渡辺篤史の建もの探訪（2017年9月30日打ち切り、番組自体は継続中）
- 『ぷっ』すま
- バナナマンのドライブスリー
- ラストアイドル（同時ネット。2019年10月改編時にネット打ち切り）
- 伯山カレンの反省だ!!（同時ネット。2020年4月改編時にレギュラー番組としてのネット打ち切り、不定期放送に移行）
- GET SPORTS（同時ネット、2020年10月改編時にネット打ち切り、番組自体は継続中）
- 霜降りバラエティ（2021年10月改編時にネット打ち切り、番組自体は継続中）
- 夜の巷を徘徊する → 夜の巷を徘徊しない（編成によりレギュラー放送と不定期放送を繰り返した）
- 〜凪咲と芸人〜マッチング（不定期放送）
- タモリ倶楽部（深夜枠での定期放送だったが、曜日と放送枠は随時変動していた）
- 朝メシまで。（不定期放送）
- ナスD大冒険TV（2023年10月打ち切り、番組自体は2025年2月まで継続）
- 週刊ニュースリーダー（同時ネット）
- 虎の門（関東地区以外で唯一レギュラー放送を実施）

ほか
朝日放送テレビ制作
- 生クイズ 夫婦でドン!（同時ネット）
- クイズなんでも一番館（水曜・木曜時代を通じて原則同時ネットで放送、プロ野球広島戦中継時は後日に振替）
- 夫婦でドンピシャ!
- お笑い花月劇場（吉本新喜劇、中国放送から移行）
- 日曜笑劇場（作品により同時ネット・遅れネット・非ネット・不定期単発放送の場合があった、番組自体は2013年3月まで継続）
- 必笑!仕事人〜浪花の春の偽金からくり〜（2009年7月4日に放送）
- 朝日グランド花月（不定期放送）
- 桜2号
- 全国高校野球選手権大会中継・初戦から準決勝までの広島県代表出場試合（1975年に中国放送から移行。2008年まで放送）[補足 57]
- もう少し、嫌な奴（不定期放送）
- 松本家の休日[補足 58]
- ナイトinナイト
  - クイズ!紳助くん（途中打ち切り。その後は『探偵!ナイトスクープ』と合同の大晦日特番のみ放送）
  - きになるオセロ
  - ごきげん!ブランニュ（2009年10月13日で打ち切り、2010年12月30日に小嶋沙耶香アナウンサーが出演した回を単発放送）
  - 雨上がりの「Aさんの話」〜事情通に聞きました!〜
  - ビーバップ!ハイヒール
  - 今ちゃんの「実は…」（2020年10月改編時にネット打ち切り）
- ABCお笑いグランプリ（2012年から2015年まで放送）[補足 59]
- 東野幸治のニッポン強靭化計画（2021年4月に放送）
- 初笑い浪花の陣（年度により放送の有無あり。2020・2021年は『新春!オールよしもと初笑いスペシャル』のタイトルで同時ネット）
- ダーリン・イン・ザ・フランキス（ABCアニメーション・TOKYO MX・BS11・メ〜テレ製作）[補足 60]
- 推しが武道館いってくれたら死ぬ（「ドラマL」枠）[補足 61]

ほか
その他系列局制作
- 水曜どうでしょう（北海道テレビ制作。編成により新作や『Classic』を深夜枠で放送。直近では2022年2月1日深夜〈2日未明〉の水曜 24:50 - 25:20まで『Classic』を放送）
- 人間ビジョンスペシャル（北海道テレビ制作、最後となった2006年の第15回のみローカル番組扱いのため遅れネット）
- おにぎりあたためますか（北海道テレビ制作、番組自体は継続中）
- チャンネルはそのまま!（北海道テレビ制作）
- 医TV（北海道テレビ制作、不定期放送）
- 弁当屋さんのおもてなし（北海道テレビ制作）
- ピエール瀧のしょんないTV（静岡朝日テレビ制作、2019年3月13日で途中打ち切り）
- 霜降り明星のあてみなげ（静岡朝日テレビ制作、2020年10月改編時にレギュラー番組としてのネットを打ち切り、不定期放送に移行。番組自体は継続中）
- おぉ!信州人（長野朝日放送制作）[補足 62]
- ASAHI Pop'n' Press!（北陸朝日放送・テレビ朝日の共同制作、2017年3月打ち切り）
- マゴベエ探偵団（メ〜テレ制作）
- 1個だけイエロー（メ〜テレ制作）
- 夫婦交換バラエティー ラブちぇん（メ〜テレ制作）
- ザキとロバ（メ〜テレ制作、『アシュラのススメ』時代からネット。『ザキロバケイコ』時代はネット中断）
- ウドちゃんの旅してゴメン（メ〜テレ制作、断続的に不定期放送。番組自体は継続中）
- KBCオーガスタゴルフトーナメント・初日と2日目（九州朝日放送制作。第3日・最終日は全国ネット）[補足 63]
- 原鶴温泉アワー（九州朝日放送制作）
- 嬉野温泉アワー（九州朝日放送制作）
- 走れ!山笠（九州朝日放送制作。1970 - 80年代に年度により放送。1989年は7月15日から放送）
- るり色の砂時計（九州朝日放送制作）[補足 64]
- 前川清の笑顔まんてんタビ好キ（九州朝日放送制作、2020年10月の改編時に打ち切り、番組自体は継続中。編成により30分版も放送したことがある）
- 福岡恋愛白書（九州朝日放送制作、2011年・2012・2014年・2024年など一部年度で放送）

ほか

### テレビ東京系列番組
制作局の表記のない番組は東京12チャンネル→テレビ東京制作。
アニメ
- バーバパパ
- 新みつばちマーヤの冒険（テレビ大阪制作）
- タオタオ絵本館（テレビ大阪制作）
- オズの魔法使い
- レスラー軍団〈銀河編〉 聖戦士ロビンJr.（途中打ち切り。前作『GO! レスラー軍団』は県内未放送）
- 炎の闘球児 ドッジ弾平
- バーチャファイター
- スーパードール★リカちゃん（途中打ち切り）
- ヨシモトムチッ子物語（30分枠に編集された版を放送）
- KAIKANフレーズ
- ドンキーコング
- 遊☆戯☆王シリーズ（『GX』と『ZEXAL』以降のシリーズは県内未放送）
  - 遊☆戯☆王デュエルモンスターズ（途中打ち切り）
  - 遊☆戯☆王5D's（同上）
- とっとこハム太郎
- グラップラー刃牙
- ベイブレードシリーズ（『ベイブレードバースト』はテレビ新広島で放送）
  - 爆転シュート ベイブレード2002（第1期は未放送）
    - 爆転シュートベイブレードGレボリューション

  - メタルファイト ベイブレード
    - メタルファイト ベイブレード 爆
    - メタルファイト ベイブレード 4D
    - メタルファイト ベイブレード ZEROG
- キン肉マンII世（『ULTIMATE MUSCLE』以降は県内未放送）
- ロックマンエグゼ（『AXESS』と『Stream』は県内未放送）
  - ロックマンエグゼBEAST
- わがまま☆フェアリー ミルモでポン!
- 爆闘宣言ダイガンダー
- ぴたテン（テレビ大阪制作）
- ギャラクシーエンジェル（テレビ大阪制作、第3期のみ放送）
- 出撃!マシンロボレスキュー
- トランスフォーマーシリーズ（『トランスフォーマー カーロボット』以前のシリーズは中国放送で放送）
  - 超ロボット生命体トランスフォーマー マイクロン伝説
  - トランスフォーマー スーパーリンク
  - トランスフォーマー ギャラクシーフォース（テレビ愛知制作）
  - トランスフォーマー アニメイテッド（同上）
  - 超ロボット生命体 トランスフォーマー プライム（同上）
- コロッケ!
- デ・ジ・キャラットにょ（テレビ大阪制作、第26話で打ち切り、他のシリーズは県内未放送）
- カレイドスター
- ビーダマンシリーズ
  - B-伝説! バトルビーダマン
  - 爆球Hit! クラッシュビーダマン
  - クロスファイト ビーダマン→クロスファイト ビーダマンeS
- SDガンダムフォース
- ケロロ軍曹[補足 65]
- 甲虫王者ムシキング 森の民の伝説
- MÄR-メルヘヴン-
- ゾイドジェネシス
- 涼風
- きらりん☆レボリューション
- 銀魂（第1期のみ放送、第150話で途中打ち切り）
- D.Gray-man（途中打ち切り）
- ハヤテのごとく!（第1期のみ放送）※HD
- BLUE DRAGON（第1期のみ放送）※HD
- 絶対可憐チルドレン※HD
- クロスゲーム※HD
- 極上!!めちゃモテ委員長
- リルぷりっ
- カードファイト!! ヴァンガードシリーズ（一部テレビ愛知制作）[補足 66]
- ダンボール戦機
  - ダンボール戦機W
  - ダンボール戦機WARS
- デュエル・マスターズシリーズ
  - デュエル・マスターズ ビクトリー
  - デュエル・マスターズ VSRF
  - デュエル・マスターズ（ジョー編）
  - デュエル・マスターズ キング（途中打ち切り）
- アイカツ!シリーズ[補足 67]
  - アイカツ!（第26話から放送）
  - アイカツスターズ!（第1部のみ放送）
- ビーストサーガ
- 君のいる町
- 妖怪ウォッチ （第207話で途中打ち切り、『妖怪ウォッチ シャドウサイド』以降のシリーズは県内未放送）
- フューチャーカード バディファイトシリーズ（テレビ愛知制作、『神バディファイト』第43話で途中打ち切り）
- ポケットモンスターシリーズ（中国放送から移行）
  - ポケットモンスター XY（第65話から放送） →ポケットモンスター XY&Z
  - ポケットモンスター サン&ムーン
  - ポケットモンスター（2019年版）
- イナズマイレブン アレスの天秤→イナズマイレブン オリオンの刻印（途中打ち切り。以前放送の『イナズマイレブン』はテレビ新広島で放送）

特撮・ドラマ
- 超星神シリーズ
  - 超星神グランセイザー
  - 幻星神ジャスティライザー
  - 超星艦隊セイザーX
- 魔弾戦記リュウケンドー（テレビ愛知制作）
- トミカヒーローシリーズ（テレビ愛知制作）※HD
  - トミカヒーロー レスキューフォース
  - トミカヒーロー レスキューファイアー
- ウルトラシリーズ
  - 新ウルトラマン列伝（『ウルトラマンギンガS』から放送）
  - ウルトラマンオーブ
  - ウルトラマンゼロ THE CHRONICLE
  - ウルトラマンジード
  - ウルトラマンオーブ THE CHRONICLE
  - ウルトラマンR/B
  - ウルトラマン ニュージェネレーションクロニクル
  - ウルトラマンタイガ
  - ウルトラマン クロニクル ZERO&GEED
  - ウルトラマンZ
  - ウルトラマン クロニクルZ ヒーローズオデッセイ
  - ウルトラマントリガー NEW GENERATION TIGA
  - ウルトラマン クロニクルD
  - ウルトラマンデッカー
  - ウルトラマン ニュージェネレーション スターズ
  - ウルトラマンブレーザー
  - ウルトラマンアーク
- ガールズ×戦士シリーズ（『アイドル×戦士 ミラクルちゅーんず!』と『魔法×戦士 マジマジョピュアーズ!』は県内未放送）
  - ひみつ×戦士 ファントミラージュ!
  - ポリス×戦士 ラブパトリーナ!
  - ビッ友×戦士 キラメキパワーズ![補足 68]
- キューティーハニー THE LIVE

その他
- きんレモ歌謡曲まいったタヌキの大放送
- ザ・スターボウリング
- ゴルフ 尾崎兄弟に挑戦!!
- 高橋名人の面白ランド
- 釣り・ロマンを求めて
- われら釣り天狗
- 大竹まことのただいま!PCランド（放送途中でテレビ新広島に移行）
- 出没!アド街ック天国（番組自体は継続中）
- ザ・BINGOスター
- 64マリオスタジアム[32]
- たけしの誰でもピカソ（番組自体は2009年3月まで継続）
- 音楽空間アンモナイト
- 対決!マイベスト10
- スキヤキ!!ロンドンブーツ大作戦
- のりスタ!シリーズ（『100%』まで放送、2009年12月末を以って途中打ち切り）
- ハロー!モーニング。（中国放送から移行)
- MUSIX!
- きらきらアフロ→きらきらアフロTM（テレビ大阪制作、2015年3月打ち切り、番組自体は継続中）
- ギャグコロスタジオ
- おはコロシリーズ（『おはコロ+』まで放送）
- Disney Time（2007年11月から半年間のみ放送）[補足 69]
- やりすぎコージー
- 乃木坂って、どこ?（テレビ愛知制作、途中打ち切り）
- 乃木坂工事中（テレビ愛知制作、2019年9月打ち切り、番組自体は継続中）
- 二軒目どうする?〜ツマミのハナシ〜（2019年4月1日にネット打ち切り、番組自体は広島テレビに移行して継続中）
- THE フィッシング　(テレビ大阪制作、途中打ち切り、番組自体は継続中)
- チマタの噺（不定期放送）
- 〜夢のオーディションバラエティー〜Dreamer Z（2022年3月打ち切り、番組自体は継続中）
- THEカラオケ★バトル（途中打ち切り、番組自体は継続中のため断続的に不定期放送）
- 激撮! 愛知県警密着24時 怒りの緊急パトロールSP（テレビ愛知制作。2024年5月19日〈日〉13:55 - 16:25、制作局のテレビ愛知では2024年3月29日に放送）
- ゴッドタン（2024年6月26日に打ち切り、番組自体は継続中）
- あちこちオードリー （番組自体は継続中、県内では広島テレビでも放送していた。）

ほか

### その他の番組
独立局
- MUSIC LAUNCHER（チバテレ制作）
- 白黒アンジャッシュ（チバテレ制作、2020年10月改編時にネット打ち切り、番組自体は継続中）
- MU-GEN（チバテレ制作、中国放送から移行）
- アイドルパーティー（チバテレ制作、途中打ち切り）
- ごちそうライフ2（チバテレ制作）[補足 70]
- サンテレビボックス席（サンテレビ制作。独立系扱いとNET系扱いとあり）
サービス放送期間中の1970年10月12日にNET系列向けの『阪神対巨人戦』デーゲームを、1971年6月30日に同カードの薄暮ゲームを放送[33][34][35]。
- 演歌百撰（関西放送制作・サンテレビ。中国放送→広島テレビ→広島ホームテレビ→テレビ新広島と放送局が移動）
- 競馬中継→KEIBAワンダーランド→うまDOKI（KBS京都制作、ウインズ広島の開設後にネットを開始したが、2015年12月19日で打ち切り、番組自体は継続中）
- 片恋グルメ日記（TOKYO MX制作）
- eスポーツMaX（TOKYO MX制作）

UHFアニメ
- LEGEND OF BASARA
- 同級生2（OVA再編集版）
- To Heart（第2期は未放送）
- 下級生
- こみっくパーティー（第2期「Revolution」は未放送）
- HAPPY★LESSON THE TV
  - HAPPY★LESSON ADVANCE
- らいむいろ戦奇譚（「流奇譚X」は未放送）
- DearS
- 涼宮ハルヒの憂鬱（再放送〈第2期〉は広島テレビで放送）
- 吉宗
- N・H・Kにようこそ!
- Funny Pets Plus（1回当たり2話ずつ放送）
- らき☆すた
- シャイニング・ティアーズ・クロス・ウィンド
- 【推しの子】（第1期のみ放送。第2期は中国放送で放送）
- ダンジョン飯

海外ドラマ
- 君につづく道 ※HD
- The O.C.（2008年10月 - 2009年5月）
- ろまんす五段活用（2008年10月 - 2009年3月）
- ハチミツとクローバー（台湾ドラマ）[補足 71]
- ホントの恋の*見つけかた（2009年10月 - 2010年4月）

その他
- デジガールPOP!（キッズステーション制作）
- JUICE TV+
- トムとジェリー（2008年5月10日 - 6月7日）[補足 72]
- こうちゃんの簡単HAPPYレシピ（BS日テレ制作、不定期放送、2010年3月まで断続的に放送していた）
- がんばれ高知!!eco応援団（テレビ高知制作、2009年9月まで番組販売扱いで放送、番組自体は継続中。本来の系列局ではなく当局で放送された）
- ガンとゴン（1975年1月6日 - 3月28日まで放送していた「ちびっこマンガ天国」内で放送）
- 釣っちゃお! 瀬戸内（ディレックワークス〈愛媛県松山市〉制作）
- NON STYLE井上のバズらせJAPAN（テレビ新広島から移行）

## クロスネット・腸捻転およびその解消の影響

### 中国放送・広島ホームテレビでの移動
中国放送から移行した朝日放送制作番組
- 夫婦善哉（末期＝最後の半年間のみ）
- 部長刑事（深夜枠で放送後〈移行時は日曜深夜＝月曜 0:05 - 0:35に放送〉、途中打ち切り、その後の『新・部長刑事 アーバンポリス24』も平日午前中に不定期で放送したことがある）
- 新婚さんいらっしゃい!（この番組のみ2023年現在も放送中）
- シャボン玉プレゼント
- 必殺シリーズ（但し解消直後の半年間（テレビ新広島開局まで）は土曜正午から異時ネット）
- はじめ人間ギャートルズ ※再放送は中国放送（広島ホームテレビでの初回放送分を含む）・広島テレビ・テレビ新広島でも実施
- 霊感ヤマカン第六感（TBSテレビ系時代はネットワークセールス番組だったため同時ネットだったが、NETテレビ→テレビ朝日系移行後はローカルセールス扱いとなったため、日曜午後枠を中心に一時期不定期に近い形での遅れネットで放送したのみだった）[補足 73][補足 74]
- プロポーズ大作戦（1975年4月の中国放送からの移行時は、関西ローカル番組の番販購入扱いで日曜 16:00 - 16:30に遅れネット。1975年12月から全国ネット化）
- ワイドサタデー
制作幹事局：朝日放送、共同制作：山陽放送→瀬戸内海放送・中国放送→広島ホームテレビ・RKB毎日放送→九州朝日放送・四国放送・南海放送・大分放送・宮崎放送
- ワイドショー・プラスα[補足 75]
- ただいま恋愛中（55分枠時代も遅れネット用の30分版を放送。広島ホームテレビへの移行時は土曜 17:30 - 18:00）
- 道頓堀アワー（松竹芸能との共同制作）
- お笑い花月劇場（吉本新喜劇）
- 全国高校野球選手権大会中継

他多数
※この他、中国放送で本放送の後、腸捻転解消前に完結したアニメ（『ふしぎなメルモ』『ど根性ガエル』『海のトリトン』 など）およびドラマ（『必殺シリーズ』初期作品・『斬り抜ける』など）については、腸捻転解消直後から相当数が広島ホームテレビでも再放送されていた（腸捻転解消直後の編成移行期は中国放送でも、朝日放送・TBSテレビ・テレビ朝日の権利切れ後は前記2局に加えて広島テレビ・テレビ新広島でも再放送を実施）。
中国放送への移行前に広島ホームテレビで完結した毎日放送制作番組
- 仮面ライダーシリーズ（同時ネット）※再放送は中国放送・広島テレビでも実施
仮面ライダー→仮面ライダーV3→仮面ライダーX→仮面ライダーアマゾン（テレビ朝日制作の『仮面ライダークウガ』以降の平成・令和ライダーシリーズも当局で放送）
- ジャンボーグA
- 変身忍者 嵐（日曜 19:30 - 20:00。本来この時間のNETテレビ制作『象印スターものまね大合戦』は当時中国放送で放送）
- ジャングル黒べえ（日曜 19:30 - 20:00〈1973年3月〉→ 日曜 8:30 - 9:00〈1973年4月1日より〉）※再放送は中国放送・広島テレビ・テレビ新広島でも実施
- エースをねらえ!（アニメ版第1作・日曜 7:25 - 7:55。2004年のテレビ朝日制作テレビドラマも放送）※再放送は中国放送・広島テレビ・テレビ新広島でも実施
- 昆虫物語 新みなしごハッチ（日曜 7:25 - 7:55。フジテレビ系の第1作と日本テレビ系のリメイク版は広島テレビで放送。再放送は第1作・第2作ともテレビ新広島でも実施）
- ジムボタン（日曜 7:25 - 7:55）
- 明色お笑いゲーム合戦（同時ネット）
- 青春ライバルマンション（同時ネット）
- 朝9時30分の帯ドラマ（『春からはじまる』など）
- 新・番頭はんと丁稚どん
- はーい!アグネス→ハッピー・アグネス（同時ネット）

※ 後述の通り、編成やスポンサーの都合等で、NETテレビ・毎日放送の番組の一部が中国放送・広島テレビで放送されていたため、編成によっては、広島ホームテレビと中国放送・広島テレビでNETテレビまたは毎日放送制作番組が競合することがあった。
※『アップダウンクイズ』は腸捻転時代は地域限定ネットワークセールスであり、一社提供スポンサーであるロート製薬の推薦を受けなかったため、当局ではネットされず、ネットチェンジ後は通常の系列全局ネットワークセールスに移行したため、中国放送において広島地域で初めてネットされるようになった。当該番組の時間帯（日曜 19:00 - 19:30）はNETテレビ系またはフジテレビ系の遅れネット番組を放送していた（開局時はサービス放送時に中国放送から移行したNETテレビ制作『もーれつア太郎』アニメ第1作〕を、その後はNETテレビ制作『ストライクボウル』などを、腸捻転解消直前はNETテレビ制作『ジャンボ尾崎のチャレンジゴルフ』を放送）。
中国放送へ移行した毎日放送制作番組
▲は、広島ホームテレビ開局前に中国放送で放送されていた番組
■は、広島ホームテレビ開局前に広島テレビで放送されていた番組
- 八木治郎ショー▲（同時ネット。編成やスポンサーなどの関係上、中国放送からの移行が1971年10月改編時となり、移行までドラマ再放送など独自編成で穴埋め）
- がっちり買いまショウ（同時ネット）▲
- 皇室アルバム▲→■（途中打ち切り、番組自体は継続中）
- 野生の王国▲[補足 77]
- ちびっこアベック歌合戦（同時ネット）
- まんが日本昔ばなし（同時ネット） - 再開後の1976年1月から中国放送へ移行
- 生きものばんざい（遅れネット） - 中国放送へ移行後は同時ネット化
- ダンロップフェニックストーナメント…第1回のみ。第2回から中国放送へ移行
- 選抜高等学校野球大会■▲ - 広島地区では1963年に広島テレビが初放送。その後中国放送（1969年など）や広島ホームテレビで放送され、特に1972・73年の広島ホームテレビはローカルセールス枠で相当数の試合を放送した。腸捻転解消で中国放送に一本化されたが次第に放送が減少し、1991年の決勝戦の放送が最後となっている。

※腸捻転解消後に中国放送を含むTBSテレビ系列で放送された毎日放送制作のアニメ・ドラマについては、毎日放送や中国放送を含むTBSテレビ系列の優先放送権失効後に広島ホームテレビで再放送された例がある（『影同心』『ムカムカパラダイス』『とんでぶーりん』等）。

### テレビ新広島開局まで放送された日本テレビ・フジテレビ系の番組
日本テレビ系（特記以外日本テレビ制作）
- 鉄平と順子（火曜 21:00 - 21:30、同時ネット。このため『荒野の素浪人』〈NETテレビ制作・第1シリーズ〉は同日の23:30から放送）
- 巨泉×前武ゲバゲバ90分!
- オールスター歌のパレード（木曜 20:00 - 20:56、試験放送時から同時ネット）
- 巨泉まとめて百万円（木曜 21:00 - 21:30、試験放送時から同時ネットしていたが、1970年12月で打ち切り。広島テレビにも移行せず）
- 傷だらけの天使
- 弥次喜多隠密道中（1971年10月 - 1972年3月）
- アニメンタリー 決断（木曜 21:26 - 21:56。本来の放送枠の土曜 19:30 - 20:00では広島テレビでは『クイズグランプリ』『スター千一夜』をフジテレビから同時ネット）
- 心のともしび[補足 78]
- 底ぬけ脱線ゲーム（木曜 19:30 - 20:00時代に同時ネット）
- シャープ・スターアクション（1974年4月に広島テレビへ移行）
- ご両人登場
- ベストゴルフ
- ブリヂストンアワー・クイズオンクイズ!!（木曜 21:00 - 21:30・同時ネット）
- スーパーロボット マッハバロン[補足 79]（1974年10月19日 - 1975年4月19日。当初土曜 7:20 - 7:50。1975年4月5日から7:25 - 7:55）[38]
- 日本歌謡大賞（1973年。20時から飛び乗りで放送）
- サンダーマスク（火曜 19:30 - 20:00、1972年10月10日から）[39]
- シャボン玉歌まね合戦 スターに挑戦!!（編成により一時的に広島テレビから移行していた。4局化後には広島テレビに再移行）
- ビッグイベントゴルフ（1975年3月30日時点では土曜 15:30 - 16:00。広島テレビへの移行有無については不明）[40]

フジテレビ系（特記以外フジテレビ制作）
- 金曜20:00 - 同時ネットの歌謡番組
  - 今週のヒット速報→ゴールデン歌謡速報→歌だ!飛び出せ2万キロ→歌謡ヒットプラザ（途中テレビ新広島へ移行）
- 宇宙猿人ゴリ→宇宙猿人ゴリ対スペクトルマン→スペクトルマン（1971年6月時点では土曜 19:00 - 19:30）
- 野生のエルザ（海外ドラマ）
- ある日のヨーロッパ

### 開局後に広島県での初回放送を行った開局以前のNETテレビ系番組
制作局の表記がないものはNETテレビ制作。
- 五番目の刑事（1970年10月3日のサービス放送時から。土曜 13:00 - 14:00）[41]

### 民放3局時代に遅れネットとなったNETテレビ系全国ネット番組
制作局の表記がないものはNETテレビ制作。
- 打ち込め! 青春→お待ちどおさま→太陽の恋人（金曜 19:00 - 19:54）
- 素浪人 天下太平（土曜〈金曜深夜〉0:05 - 1:00）
- いただき勘兵衛 旅を行く（金曜 16:05 - 17:00）
- もーれつア太郎（アニメ第1作。日曜 19:00 - 19:30）※開局時に中国放送から移行

本来の放送枠で『にっぽんの歌』を遅れネットしていたことや、日曜 19:00 - 19:30の『アップダウンクイズ』がネット対象外だったことによる措置。
- イナズマン→イナズマンF→カリメロ（金曜 19:00 - 19:30）

これに伴い金曜19:00 - 19:30枠の毎日放送制作アニメ（『ジャングル黒べえ』→『ジムボタン』）が押し出される形で日曜日に遅れネットとなった（放送時間は上記参照）。
- TOKYO DETECTIVE 二人の事件簿（朝日放送制作・土曜 16:30 - 17:25）

本来の放送枠の火曜22:00 - 22:55枠が日本テレビ系ドラマ『ちんちんどん』の遅れネット枠だったため。テレビ新広島開局時に同時ネット化。
前番組の『テレビスター劇場』（毎日放送制作）までは中国放送での遅れネットだったが、本番組から広島ホームテレビでの放送となった。

### テレビ新広島の開局により移動・ネット開始した番組
広島ホームテレビからテレビ新広島へ移動
- 歌謡ヒットプラザ（金曜 20:00 - 20:55、同時ネット）
- 野球道 (フジテレビ系列)（1975年は金曜日の上記の時間帯に放送時に同時ネット）
この移動により、それまで同日の22:00 - 22:55に時差ネットされていた『ワールドプロレスリング』の広島ホームテレビでの同時ネットが実現した。
さらに1975年3月31日に朝日放送がネットチェンジされた事で中国放送から移動してきていた必殺シリーズは、広島ホームテレビでは『必殺必中仕事屋稼業』第14話「招かれて勝負」から『必殺仕置屋稼業』第12話「一筆啓上魔性が見えた」までが8日遅れの土曜 12:00 - 12:55に放映されていたが、『ワールドプロレスリング』の移動により広島ホームテレビでも同時ネットされる様になった[補足 80]。
- 君こそスターだ!（広島ホームテレビでは土曜 10:00 - 11:00に遅れネット）

広島ホームテレビから広島テレビへ移動
- 三波伸介の家族そろって三つの歌（火曜 19:30 - 20:00）[補足 81]
この移動により、『みつばちマーヤの冒険』（朝日放送制作）の広島ホームテレビでの放映が日曜 8:30 - 9:00から同時ネットに移行した。
- 伝七捕物帳（火曜 20:00 - 20:55）
この移動により、10月改編では『藤山寛美3600秒』（朝日放送制作・改編と同時に全国ネットに昇格。火曜 20:00 - 20:55）から同時ネットとなった。それまでNET系列では本来外国テレビ映画を含むドラマ枠（『うしろの正面』『600万ドルの男』など）の枠だったが、上記番組の関係で金曜 21:00 - 21:55の枠で遅れネットとなっていた。この関係で日曜午後に遅れネットとなっていた『ザ★ゴリラ7』最終回と、後番組の『燃える捜査網』からは正式に同時ネットとなった。[補足 82]
- ちんどんどん（火曜 22:00 - 22:55）
なおHTVでは第26話と最終話の2回分のみの放送となった（後年の再放送は広島テレビでも実施）。
- 木曜スペシャル（木曜 19:30 - 20:55）
この移動により、『木曜スター対抗戦』（木曜 19:30 - 20:00 新番組）『遠山の金さん』から同時ネットに移行した。なお、同枠の前番組『お笑い他流試合』・『ドカドカ大爆笑』は非ネットだった。
- 火曜ナイター・木曜ナイター（火・木曜 19:30 - 20:55） - このうち、広島主管のオールスターゲームは試合日によって広島ホームテレビの製作・技術協力の上で日本テレビの製作によるネット受けが行われた[補足 83]。なお、広島主管の巨人戦については、広島テレビ発フジテレビ系向けのみが制作、放送されたが[補足 84]、阪神主催の巨人戦については、関西テレビ制作分を広島テレビが、読売テレビ制作分を広島ホームテレビが放送した事例があった。

テレビ新広島開局後に放送された日本テレビ・フジテレビ系の番組
広島県内他局で放送後の実質再放送の番組は含まないものとする。
- ゲンコツの海（北日本放送・国際放映制作）[補足 85]
- 電人ザボーガー（フジテレビ・ピー・プロダクション制作）[補足 86]

その他、広島テレビ・テレビ新広島が編成上の都合で途中打ち切りとした日本テレビ・フジテレビ系のアニメ番組を再放送に準じる扱いで全話放送し、結果的に後半は広島ホームテレビでの放送が初回放送となった例がある（『キャプテン翼J』など）。

## UHT時代にネットされていたテレビ朝日系列の番組
▲は腸捻転解消で中国放送から移行した番組。■は腸捻転解消で中国放送に移行した番組。◇はHOMEに略称変更後もしばらく放送。☆は現在も放送中。
- ◇ANNニュースセブン
- ◇ANNニュースライナー
- ◇ANNニュースレーダー
- ◇ANNニュースファイナル
- ◇モーニングショー
- アフタヌーンショー→◇なうNOWスタジオ
- ◇おはようワイド・土曜の朝に（朝日放送制作）
- ◇☆徹子の部屋
- 独占!女の60分（UHT時代に途中打ち切り→その後自社制作の企画ネット番組『独占!ひろしま60分』を放送。平日帯番組版『お昼の独占!女の60分』は◇）
- ▲◇☆新婚さんいらっしゃい!（朝日放送→朝日放送テレビ制作）
- ◇パネルクイズ アタック25（同上）
- ◇歌謡ドッキリ大放送!!
- クイズタイムショック（第2期以降は◇）
- ▲霊感ヤマカン第六感（朝日放送制作）
- 世界一周双六ゲーム（同上）
- 三枝の国盗りゲーム（同上）
- ◇象印クイズ ヒントでピント
- ◇月曜ワイド劇場
- 西部警察シリーズ（再放送は◇）
- ◇ニュースステーション
- ◇土曜ワイド劇場（作品によりテレビ朝日・朝日放送のいずれかが制作）
- ◇日曜洋画劇場
- ■まんが日本昔ばなし（毎日放送制作）
- ■八木治郎ショー（同上）
- ■皇室アルバム（同上）
- ■選抜高等学校野球大会（同上）
- お昼のクイズ・バッチリ当てよう!』（NETテレビ・サンテレビ・近畿放送・中京テレビの持ち回り制作）

ほか

## 映画製作
- 『＃つぶやき市長と議会のオキテ【劇場版】』（2024年5月25日公開、製作・著作：広島ホームテレビ）

## スタジオ
さくらスタジオ（100坪） ※HD対応
- 社屋建設前に桜の木が多数あったため名づけられた[42]「Jステーション」等自社制作番組全般で使用。1990年（平成2年）7月に広島から生放送を行った『朝まで生テレビ!』も同スタジオで収録された。

アナウンスブース ※HD対応
- 主調整室に併設。ニュース等で使用[43]。

## 情報カメラ設置ポイント
- 白島…広島市中区白島北町（広島ホームテレビ本社）
- 広島駅…広島市東区若草町（シェラトンホテル広島）
- 広島空港…三原市本郷町
- ひろしま本通交差点
- 宮島
- 呉市
- 庄原市道の駅たかの

## アナウンサー
本名が旧字・異体字のアナウンサーはニュース番組に限って常用漢字で表示した事例がある。
男性
- 2004年 - 榮真樹（アナウンス副部長）
- 2013年1月10日 - 廣瀬隼也（元福井放送、その後フリーアナウンサー（ボイスワークス所属）として活動）
- 2014年 - 吉弘翔
- 2025年5月1日 - 森田雄人（元テレビ岩手）

女性
- 2001年 - 渡辺美佳（アナウンス部長）
- 2008年 - 小嶋沙耶香
- 2023年 - 岡本愛衣、野村舞
- 2024年 - 吉岡麗（元長野放送）

### 過去に在籍していたアナウンサー

#### 他部署へ異動
丸かっこ内の数字はアナウンス部在籍期間。
男性
- 1988年
  - 河野高峰（一時琉球朝日放送に出向した時期あり。報道部デスク）
- 1995年
  - 渡辺徹（ - 2016年4月、報道部）
- 1998年
  - 松藤好典（元山口放送）（ - 2014年4月、報道部）
- 2001年
  - 土屋誠（ - 2009年、報道部）
- 2018年
  - 西田隆人（元福井放送）（7月入社、 - 2021年2月、福山支社営業部。機能性発声障害の長期治療のためアナウンス職から外れ、治療後の復帰を前提に異動。[44]。

女性
- 1986年
  - 松川理恵（ - 1991年、報道局）

#### 退社
男性
- 1970年
  - 岡村光芳 - 10月入社、1972年6月退社。（開局時に石川テレビから移籍、退社後テレビ神奈川へ移籍）
- 1975年
  - 本村忠司 - 1977年退社。その後ラジオ大阪に移籍。現在は同局ディレクター。
- 1978年
  - 野崎賢治 - 1980年代に夕方ニュースを担当。アナウンス部から離れた後は編成局長などを務め、定年退職後は「ナレーターズネット広島」に参加してフリーアナウンサーとして活動。
- 1986年
  - 井村尚嗣 - 2007年に他部署へ。現在は制作・芸能プロダクション「Office T-Work」を設立し、フリーアナウンサーとしてDAZNの広島東洋カープ戦実況などを担当。よなよなテレビ「鯉のはなシアター」ナレーター。
- 1992年
  - 西岡明彦 - 1998年退社。（在職中は「HOMEフレッシュモーニング」の司会を担当。退社後はイギリスにサッカーマスコミ留学→名古屋テレビ放送のディレクターを経て、サッカージャーナリストとしてスカイパーフェクTV!で実況を担当。また実家が経営する学校法人西岡学園・西城幼稚園の主事も務める）
- 1993年
  - 定本正志 - 在職中は「ひょっこり評判テレビ」などに出演。テレビ埼玉アナウンサーを経てフリーアナウンサー。
- 2008年
  - 西村真二 - 2008年入社、2011年退社。（現在はお笑い芸人。コンビ「コットン（旧・ラフレクラン）」のツッコミ担当および「吉本坂46」メンバー。芸人転向後も、HOME制作の恋とか愛とか（仮）に出演中。）
- 2011年
  - 石黒新平 - 東北放送・ニッポン放送・圭三プロダクションを経て入社。退社後、圭三プロダクションに復帰。
- 2015年
  - 坂野栄信 - 10月1日入社、2018年5月退社、6月にサイバーエージェントに入社、芸能人などの営業コンサルタントを務める。元劇団EXILE研究生。
- 2023年
  - 瀬賀凜太郎 - 4月入社、有給期間を経て2025年6月退社。同年7月札幌テレビ放送・STVラジオに移籍。
- 入社年度不明
  - 清永敏裕 - 1980年代からプロ野球実況を担当し、よなよなテレビ「カープ道」のナレーションもつとめる。福山支社長などを務め、定年退職後は「ナレーターズネット広島」に参加してフリーアナウンサーとして活動。
  - 坪井啓 - 1980年代から平成時代初頭に伊藤みのりアナウンサーと「HOMEフレッシュモーニング」の司会を務めていた。

女性
- 1986年
  - 伊藤みのり - 2022年9月まで在籍。2020年7月31日付で総合編成局放送部長に異動したが、2021年7月にアナウンサーに復帰。
- 1990年
  - 神田賀代 - 1997年まで在籍。
- 1992年
  - 浅野淳子 - 1997年まで在籍。
  - 佐藤真由美 - 2000年まで在籍。現：フリーアナウンサー。
- 1993年
  - 最所千栄子 - 1997年まで在籍。
- 1995年
  - 榎万裕美 - 1998年まで在職。
- 1997年
  - 中谷美佐子 - 中国放送等でのフリーを経て入社、退職後は社会活動家
- 1998年
  - 川上亜希子 - 2000年まで在籍。
  - 田代香子 - 2003年まで在職。退職後気象予報士の資格を取得し、NHK広島放送局の「情報いちばん!」「お好みワイドひろしま」やテレビ新広島の夕方ニュース枠に出演。
- 2001年
  - 荒谷知穂 - 2005年まで在籍。
- 2004年
  - 八木静佳 - 2006年まで在籍。ローカルタレントから転身。出産のため退職した後は再びローカルタレントとして活動している。
- 2005年
  - 奥村奈津美 - 10月入社、- 2008年8月在籍。HOME→東日本放送→NHK広島放送局→オーケープロダクション→ノースプロダクション。
  - 川上裕子 - 2008年まで在籍。元愛媛朝日テレビアナウンサー。退社後も『イチオシ。』で司会を務めるなど、広島ホームテレビの自社製作番組に出演。
- 2006年
  - 斉藤尚子 - 2009年まで在籍。元NHK前橋放送局キャスター。
- 2007年
  - 田中寿江 - 2月入社、2010年4月まで在職。
- 2008年
  - 浦本可奈子 - 元愛媛朝日テレビアナウンサー。7月入社、2011年9月まで在籍。その後2012年9月まで北海道放送に在職。
- 2009年
  - 中元綾子 - 元タレント（桜っ子クラブさくら組）[補足 87]・読売テレビアナウンサー。3月入社、- 2010年3月。退職後はフリーアナウンサーを経て2012年から1年間広島県内の小学校教諭を務め、2013年から再びフリーアナウンサーとして活動している。
  - 山田幸美 - 元テレビユー福島アナウンサー。4月入社、2014年3月まで在籍。現在は、ニチエンプロダクションに所属。
- 2010年
  - 楪望 - 4月入社、2011年3月まで在籍。テレビ大阪アナウンサーを経て、フリー。
  - 坪山奏子 - 元山陰放送アナウンサー。3月入社、2012年7月まで在籍。天谷宗一郎との結婚による退社後、フリーでの活動を経て、Office T-Workからの派遣扱いで2018年11月復職。2023年10月退社。
- 2011年
  - 齋藤瑞穂 - 5月入社、2013年まで在籍。元テレビ北海道アナウンサー。
- 2012年
  - 串山真理 - 元日本海テレビアナウンサー。4月入社、2017年3月28日退社。2018年11月復職[45]、2020年3月退社後、「ナレーターズネット広島」に参加してフリーアナウンサーとして活動。
  - 森本晴香 - 南海放送アナウンサー。4月入社、2014年3月まで在籍後、四国放送に移籍。
- 2014年
  - 五十嵐愛 - 4月1日入社。2016年3月31日退社。現在はウェルストンプロモーションに所属。
  - 大重麻衣 - 4月1日入社。2020年5月31日退社。元『Oha!4 NEWS LIVE』（日テレNEWS24）・日本テレビ系列アシスタント
- 2016年
  - 中西希 - 3月1日入社。2019年2月28日退社。現在は学生時代に所属していた圭三プロダクションに復帰。
- 2017年
  - 冨田奈央子 - 1月入社、2019年12月31日退社、2020年1月1日からフリーアナウンサーとして活動。元IBC岩手放送。
- 2018年
  - 斉藤亜緒衣 - 2020年5月退社。
- 2019年
  - 近藤あずみ - 元日本海テレビアナウンサー 4月入社、2020年4月退社しフリーアナウンサーとして活動。
- 2020年
  - 八幡美咲 - 元熊本県民テレビアナウンサー。4月入社、2023年3月退社。退社後はセント・フォースに移籍。
  - 八木美佐子 - 元山口放送アナウンサー。5月入社、2021年7月末で退社しフリーアナウンサーとして活動。
- 2021年
  - 森光七彩 - 7月から9月までの期間限定で業務。ウェルストンプロモーション所属のローカルタレント・広島エフエム放送パーソナリティ
  - 山﨑菜緒 - 元長崎放送アナウンサー。10月入社、2024年4月退社。
- 入社年度不明
  - 岡村静子 - 初期に在籍。岡村光芳の前妻。
  - 小田卯多子 - 現姓：佐藤。退職後フリータレントに転身。中国放送のテレビ番組（「ごじテレ」・「RCC Shopping」〔テレビのみ〕など）に出演していた。広島ホームテレビ入社前にも広島FM放送でDJをしていた。
  - 古賀久美子 - TOKYO MXへ移籍。アナウンス業務を離れた後も総務局に在職。
  - 沢田尚子 - 1970年代後半に在籍。退職後はテレビ大阪に移籍し、開局から5年間アナウンサーとして活躍する。フリーになった現在もテレビ・ラジオ番組を中心に活動するとともに、後進の育成に携わっている。
- 清水美智子 - 日本海テレビから移籍。その後テレビ愛知アナウンサーを経て声優に転身。
- 塚本くみ子 - 1990年代末期頃在職。現在は北陸朝日放送にアナウンサーとして入社後広報に異動。広島ホームテレビ入社前に広島テレビ放送の番組に出演していた。
- 土井美幸 - 広島FM放送で不定期でニュースを担当。
- 久次弘子 - 2006年春まで広島FM放送の長寿番組「アンデルセン・サウンド・ブレックファースト」（現在は「MORNING ALIVE」内の一コーナーに内包）を担当していた。現：広島国際大学助教授。
- 三輪真佐子（契約、元琉球放送、後に予備校講師）
- 山本明美 - 1980年代半ばから1990年代前半に在職。野崎賢治アナウンサー（当時）と夕方のニュース番組のキャスターを務めていた。

### 過去に在籍していた著名な社員
- 金井大介（カナイマン） - バラエティ番組の制作ディレクターとして関連会社のホームテレビ映像に在籍した。2015年3月よりキー局・テレビ朝日に移籍。
- 門前眞佐人 - 元プロ野球選手・監督、広島東洋カープOB会初代会長。総合プロデューサーとして1977年まで在職。野球解説者として中継にも出演した。

## スマートフォン向け公式アプリ
- 『HOMEぽるぽるTV』（2018年（平成30年）4月13日リリース）

## ケーブルテレビ再放送局
広島県内に本社を置くケーブルテレビ局では全てのケーブルテレビ局でテレビが再放送されている。
井原放送（福山市神辺町エリア）でも再放送されている（かつては本社のある岡山県井原市エリアでも区域外再放送を行っていた）。
県外では以下のケーブルテレビで再放送されている。
島根県
- 山陰ケーブルビジョン - 山陰放送等との協議により、2010年4月1日からアナログ再放送を朝日放送から変更、同時にデジタル再放送を開始
- やすぎどじょっこテレビ - 2011年4月1日から開局と同時にアナログ放送、デジタル放送の再放送を開始
- ひらたCATV - 山陰放送等との協議により、2010年4月1日からアナログ再放送を朝日放送から変更、同時にデジタル再放送を開始
- 出雲ケーブルビジョン - 山陰放送等との協議により、2010年7月1日からアナログ再放送をKSB瀬戸内海放送から変更、同時にデジタル再放送を開始（トランスモジュレーション伝送方式のみの再放送のため、視聴にはSTBが必要）
- 石見ケーブルビジョン - デジタル放送は2010年11月1日から開始
- 石見銀山テレビ放送 - デジタル放送は2010年4月1日から開始
- 雲南夢ネット - デジタル放送は2010年9月1日から開始
- 奥出雲町情報通信協会（ジョーホー奥出雲） - デジタル放送は2010年11月18日から開始
- おおなんケーブルテレビ - 開局と同時に再放送を開始
- まげなねっと - 2011年4月1日から開局と同時に再放送を開始
- 邑智郡美郷町の共同アンテナ（一部）
- 邑智郡邑南町の共同アンテナ（一部）

山口県
アイ・キャン - 2009年5月13日より地上デジタル放送での再放送が開始された。
愛媛県
上島町CATV（弓削局のみ） - 愛媛朝日テレビの難受信対策の一環として提供（糸島地区はHOMEではなく瀬戸内海放送を再放送）
以前は以下のケーブルテレビでも区域外再放送が行われていた。
鳥取県
中海テレビ放送（日南町エリア、2011年7月24日終了） - 瀬戸内海放送に集約
岡山県
井原放送（井原市エリア、2007年終了） - 瀬戸内海放送に集約
島根県
浜田市三隅ケーブルテレビ（2023年3月31日終了） - 石見ケーブルビジョンとの統合により閉局

## その他
『男たちの大和/YAMATO』や『特命係長 只野仁最後の劇場版』などテレビ朝日やABCほかANN主要局と映画作品を共同制作している。
環境保全キャンペーンとして「地球派宣言」と銘打って、地球環境をテーマとした事業展開を行っている。これに関し、2009年度から地域の環境事業の支援のため、「出前授業」を行っている。
データ放送を利用した天気予報の双方向企画『みんなでソラをライブ』に参加していない（中四国ブロックでは山口朝日放送のみ実施）。また、テレビ朝日と関係が深いウェザーニューズだけでなく、TBSテレビ・TBSラジオと関係の深いウェザーマップの予報データも利用し、同社所属の気象予報士が出演している。
2010年代以降深夜ドラマの放送がゴールデンタイム枠作品の再放送や他系列作品の遅れ放送を含めて散発的になり（後者の場合全日枠で放送することがある）、『ドラマL』枠の番組については『推しが武道館いってくれたら死ぬ』を2023年（令和5年）3月から遅れネットするまで放送実績がなかった。
『全日本国民的美少女コンテスト』の特別番組の放送に対して、テレビ朝日系列の古参局の中では朝日放送テレビ・瀬戸内海放送とともに消極的で、本局を含む3局では2000年代以降では全国ネットとなった2012年以外放送していない。
2020年（令和2年）10月改編時に、深夜の遅れネット番組を大幅に打ち切り、自社番組の再放送枠・テレビショッピング等の買取枠・お天気カメラ映像によるフィラー枠を増枠した。また、平日ゴールデンタイムの19時台全国ネット番組の、同改編から増枠された任意ネット扱いの18:45 - 19:00の時間帯は2021年（令和3年）4月改編まで平成新局以外では唯一レギュラー放送だった。
同局は過去に広島県の民放テレビ・ラジオ放送局で唯一福岡県にも支社を設け、九州朝日放送のビルに所在していた（2024年頃に閉鎖し、九州地区向けの営業を本社に業務移管した模様）。このため、開局以来九州朝日放送との断続的な番組の相互取引が行われていた他、プロ野球やHKT48・STU48関連などで番組同士のコラボレーション企画を行ったことがある。
スポーツ実況担当のアナウンサーの人数が最小限のため、プロ野球中継を制作しているテレビ朝日系列局では（ビジターゲームを散発的に制作する程度のメ～テレを除けば）東日本放送とともに『全国高校野球選手権大会中継』（朝日放送テレビ制作）に実況アナウンサーを派遣したことがない（広島県向けのふるさと応援実況を除く）。

## 関連会社
（参考資料）
- ホームテレビ映像（テレビ番組の制作など）
- asovo（報道・情報番組の制作技術要員・スタッフの派遣、テロップ・コンピュータグラフィックスの制作など）

過去にあった会社
- ホームテレビ エム・エス
CMの制作、並びにタレント、契約アナウンサーのマネジメントなどを手掛けていたが、2020年（令和2年）4月1日付で広島ホームテレビを存続先とする吸収合併により消滅・解散会社となった。
広島ホームテレビへの統合後は、イベントの運営部門はホームテレビ本体、CM制作などの広告代理店業務とタレント・契約アナウンサーのマネジメント業務はホームテレビ映像、電気通信事業はasovoにそれぞれ統合移管された。また保険代理店業務については大株主の広島銀行の子会社である 広島アクションサービス に移管している。
  - 町本絵里（同社所属タレント）

### 補足
1. ↑  山陰地方（鳥取県・島根県）は現在、テレビ朝日系列の放送局がないためテレビ朝日が2か所設置している支局と周辺県の系列局で分担している。
2. ↑  当時株式会社鴻治組の代表取締役会長で、広島ホームテレビの社外取締役だった。出典発刊直前の2014年11月に死去。
3. ↑  高松市にある系列局の株式会社瀬戸内海放送とは別。
4. ↑  当時の新聞を見ると、事実上の開局日の様な形で、一部番組の中国放送・広島テレビからの移行、新規放送開始や開局記念イベントを行っている上、本放送並みの全日編成を組んでいた[13]
5. ↑  サービス放送は1970年（昭和45年）10月1日から行われていた。なお、同日の中国新聞には全面広告による放送開始の告知が掲載されていた。
6. ↑  宮城テレビ放送と同日の開局。宮城県も先発2局がVHF局。同じく先発2局がVHF局エリアにある北海道テレビ放送は1968年（昭和43年）11月開局。
7. 1 2 3  MBSは当時NET系。
8. ↑  一番関係の深い中国放送での放送頻度が高いが、他3局でも放送されることがある。
9. ↑  中国放送では3社均等出資時代、テレビで朝日・毎日・中国新聞制作の「3社ニュース」が白黒で放送され、ラジオは朝日・毎日・中国新聞制作のニュースが交互で放送されていた。
10. ↑  2017年（平成29年）4月の持株会社移行・事業会社分割後にMBSメディアホールディングスとなったが、2023年（令和5年）現在では事業会社の毎日放送（新社・MBSテレビ）名義での保有となっている。
11. ↑  ただし後に、広島ホームテレビの顧問、橋本宗利（元社長・会長。広島銀行出身）は朝日放送（ABC。現：朝日放送グループホールディングス・朝日放送テレビ・朝日放送ラジオ）の監査役を務めていた。
12. ↑  広島銀行は中国放送の大株主でもある。
13. ↑  同時ネット番組でもANN単独加盟局なので番組販売及び個別スポンサードネット扱いとなる。
14. ↑  開局前の1970年4月1日の中国新聞の記事には「NETテレビ、フジテレビ、日本テレビ放送網、東京放送、東京12チャンネルの番組を放送し…」とあり、当初は中国放送の編成から外れた東京放送（TBSテレビ）系（当時TBSテレビ系列局だった朝日放送制作分を含む）の番組も放送しようとしていたことがうかがえる。しかし、TBSテレビ系番組は、JNN協定との関係や、広島ホームテレビの開局で中国放送からNETテレビ系番組の大半が移動して中国放送の編成に余裕が出たこともあり、実現しなかった。それでも中国放送の編成から外れたごく一部の番組（外部制作扱いの『世界の結婚式』など）や再放送番組に関してはTBSテレビ・朝日放送からも若干供給されていた。
15. ↑  同趣旨の読売テレビ制作版『上方お笑い劇場』を放送した時期あり。毎日放送制作版は、腸捻転解消で中国放送へ移行。
16. ↑  実際の放送時間は10:26 - 10:31。また、『羽鳥慎一モーニングショー拡大SP』拡大SPやANN報道特別番組などの時は休止。
17. ↑  毎年夏放送。1990年代初期までは、1回戦から午前・午後のローカルセールス枠で連日中継していた他、広島市民球場だけでなく、福山市民球場または広島県総合グラウンド野球場との二元中継も実施していたが、現在は開会式と直後の第1試合（年度により放送枠の都合上開会式のみ）及び準々決勝以降の中継のみとなっている。
18. ↑  開局当初（1975年まで）は広島カープ戦の主催試合のうち木曜日と金曜日のナイターを中継していたが、木曜日のゴールデン枠は広島テレビが当時クロスネット局キー局の一つだったフジテレビ系列との同時放送だった関係で、日本テレビ系の番組は同局系列には正式に加盟していない広島ホームテレビで同時放送されていた。なお広島対巨人戦については、広島ホームテレビの開局前は木曜日に日本テレビ系列では在阪局の読売テレビが制作して広島テレビ・フジテレビと並列放送することがあった（ただし、阪神対巨人戦については、時折読売テレビ＝日本テレビ＝広島ホームテレビと関西テレビ＝フジテレビ＝広島テレビの並列放送が行われることがあった）[24]。
また1974年のオールスターゲーム第3戦が広島市民球場で行われた時は広島ホームテレビと広島テレビの並列放送だったが、当日の広島テレビがフジテレビ系列の、広島ホームテレビは日本テレビ系列のネット受けの日であったため、広島ホームテレビ発の中継では日本テレビ主導の制作で、同局が解説者とアナウンサーを派遣していた。
19. ↑  金曜日・一部デーゲームは広島ホームテレビがキーステーションとなってNETテレビ系列に向けて放送されたものの、解説者やアナウンサーはNETまたは毎日放送から派遣されていた。またフルネット局が少ないため、中継する試合数は限られていた他、遅れネット枠などの都合で自社で放送できない時間帯があった（一例として、1972年4月8日の『広島 vs 巨人』では、広島ホームテレビ＝19:00 - 20:00、20:00から『ゴールデン歌謡速報』をフジテレビから同時ネット、NET系フルネット局＝19:30 - 21:56）。広島戦が無い場合の金曜20時台はフジテレビとの同時ネット枠だったが、金曜日に対巨人ビジターゲームなどで広島が関与しないプロ野球中継をフジテレビ系列局が制作・放送した場合も同時ネットしていた。
20. ↑  火曜日とカープ主催試合以外の木曜日は自社制作ではないが巨人主催試合と「阪神vs巨人」の阪神甲子園球場での試合を中継していた。
21. ↑  DeNA・ヤクルト・西武・楽天主催で実例あり。
22. ↑  阪神主催の朝日放送テレビ、日本ハム主催の北海道テレビ、楽天主催の東日本放送、ソフトバンク主催の九州朝日放送が該当。ただしパ・リーグ球団主催は球団公式映像も利用できることから、編成上の都合によっては必ずしも同一系列とならないこともあり、楽天主催において宮城県で東北放送（TBS系列）が中継した時に、広島県で広島ホームテレビで中継した例や、日本ハム主催において北海道で北海道テレビが中継した時に、広島県ではテレビ新広島（フジテレビ系列）で中継した例がある。
23. ↑  これに伴い、2023年はテレビ朝日とも契約している前田智徳が同局制作分（地上波全国ネット・関東ローカル・一部地域ネット・BS朝日単独放送分）への出演から実質撤退して広島ホームテレビ制作ローカル放送への出演に事実上専念し、前田が出演できない時は安部友裕などが本数契約で担当している。
24. ↑  放送エリアが岡山県と香川県にまたがる関係上、「フジパンCUP 四国U-12サッカー大会」も別途西日本放送（日本テレビ系列。南海放送・四国放送・高知放送とのブロックネット）で放送される。
25. ↑  5:50 - 5:59は全国ネット（『ANNニュース』を放送）。番組表上では5:50 - 6:00を『ANNニュース』、6:00 - 8:00を『グッド!モーニング』とそれぞれ別番組扱いで表記している。以前は5時台も放送していたが、2020年9月で打ち切り、テレビショッピングや自社の夕方の情報番組の前日分の再放送を編成している。
26. ↑  不定期で第1部を11:45飛び乗り（実質『ANNニュース』のみ放送し、各種番組表では第2部を単独番組扱い）とした際には、『HOME NEWS』は11:42 - 11:45に単独番組として放送することがある一方、逆に祝日などには第1部を10:25開始とする場合がある。2023年4月からテレビ朝日側がオープニングタイトルを10:30に流すようになり、表面上は飛び乗りと気付かない構成となった。
27. ↑  2022年10月改編までは土曜午後に放送（放送時間は変動していた）。
28. ↑  2020年10月改編時にネット中断、2021年4月期よりネット再開。
29. ↑  2020年10月改編から2021年10月改編までは、平日全曜日に18:45 - 19:00に事前枠が設けられて同時ネットしていたが、プロ野球中継による後日振替時は19:00飛び乗りの形式で放送する場合があった。特別番組における朝日放送テレビ制作時は裏送りでネット受けしていた。
30. ↑  基本的には同日時差ネットだが、特別番組の編成により週遅れネットとなる場合があるため、制作局で休止となる週に放送して遅れ幅を調整することがある。
31. ↑  2008年9月までは朝日放送テレビから事前に素材を受け取り、自社で送出の上で疑似同時ネット。そのためアナログ放送かつモノラル制作時代からステレオ放送を実施しており、字幕放送を実施していない一方、解説放送は2022年4月から実施している。
32. ↑  過去の傑作選「探偵!ナイトスクープ・リターンズ」も土曜午後枠等で不定期放送したことがある。
33. ↑  毎年12月31日の『探偵!ナイトスクープ 歳忘れファン感謝祭』は個別同時ネットで放送している（字幕放送実施）。
34. ↑  過去にも2018年10月6日に単発で同時ネットしたことがある（当初関西地区における本番組の枠で予定していた自社主催イベント『会えるテレビ HOMEぽるフェス』の屋外からを含む会場からの生中継特別番組の放送時間が、台風の接近予測により、放送当日の新聞の朝刊発行までに、屋内からの午後16:00枠での放送への変更を間に合わせたことによる措置）。
35. ↑  全国ネットのスポーツ中継・プロ野球中継による番組振替・単発特別番組の遅れネットにより休止の場合あり。
36. ↑  30分時代に不定期放送を実施後、『ナイトinナイト』枠での1時間版は2023年11月26日（日曜日）14:25 - 15:25に朝日放送テレビでの同年4月12日分を、12月3日（日曜日）の同時間帯に同年4月26日分を放送。以降断続的に同枠で不定期放送を継続後、2024年7月から『相席食堂』との枠交換で定期放送を再開。
37. ↑  番組内に「下ネタ」が多数含まれるなど、日曜午前に適さない内容が多いと判断した場合は、放送順序を変えて当該回を深夜枠に回す場合があった。また土曜・日曜午後枠や平日深夜枠で再放送することがある。2024年7月から『これ余談なんですけど・・・』と枠交換で不定期放送に降格。
38. ↑  2018年3月までは同時ネット。日曜午後に移動した2021年4月からは日曜午後の長時間特番や全国ネットを含むスポーツ中継などの都合で放送時間を13:55からに繰り上げたり、過去の放送枠だった月曜深夜への臨時枠移動や放送休止の場合あり。
39. ↑  まれに別の曜日・時間帯で放送する場合がある。
40. ↑  広島ホームテレビの自社制作の場合は、土曜午前等の別枠でも放送する場合がある。
41. ↑  全国中学校駅伝は元々HDだが、2006年まではSDサイズのアップコンバートで放送され、2007年度大会からHD化された。
42. ↑  2010年までは桂三枝（現：六代目桂文枝）が、2011年からはガレッジセールが司会を担当。幹事局は年度ごとに各局持ち回り。
43. ↑  番組名と内容は年度ごとに異なる。幹事局は年度ごとに各局持ち回り。
44. ↑  局公式サイトやGガイドの番組表には、試合開催日程が確定した段階で差し替え掲載される年度があった（それまでは雨傘番組を通常編成扱いで掲載）。2017・2018年度は『上沼恵美子のおしゃべりクッキング』を時差ネットとして直前情報も放送（2018年度は朝日放送テレビ以外で唯一直前情報もネット）。2019年度は『上沼恵美子のおしゃべりクッキング』を通常通り放送した後、13:55から飛び乗りで放送。2022・2023年度は13:49 - 13:55の直前情報もネット。2016年以降、連動データ放送は関西ローカルのプレゼント企画などのコンテンツ内容の都合上ネットしない。
45. ↑  日曜開催時を中心にプロゴルフの中継などと重複した年度は、2016年のように途中で飛び降りるか、2021年のように放送を見送る場合があり、午前開催となった2024年も10時台前半に放送枠買取番組（ショップジャパンのテレビショッピング）が編成されたためか、同様に放送を見送ったが（衛星波ではBS朝日で視聴可能だが、2022年からは4Kチャンネルのみ放送。2024年は地上波は朝日放送テレビと山形テレビのみ放送）、広島県代表が決勝に進出した場合の対応は未定。
46. ↑  カープ中継などスポーツ特別番組編成時は土日に振替放送している（なお、2024年11月21日予定分は1日先行で放送をした事例がある）。
47. ↑  ポケモン関連のバラエティ番組（現在は『ポケモンとどこいく!?』）は広島テレビで放送。
48. ↑  通常枠に特別番組が放送される場合でも放送時間を変更し優先的に放送される。
49. ↑   最末期の放送時間は日曜 8:00 - 8:30。この関係で『機動刑事ジバン』がテレビ朝日系列の他放送局でこの時間に移動した際、本局では同時ネットができず、土曜 7:00 - 7:30での放送となった。
50. ↑  東名阪ネット6・5いっしょ3ちゃんねる・札幌テレビ・静岡第一テレビ・テレビせとうち・TVQ九州放送・BSフジなどと共同制作。
51. ↑  東名阪ネット6・5いっしょ3ちゃんねる・札幌テレビ・IBC岩手放送・静岡第一テレビ・テレビせとうち・TVQ九州放送・くまもと県民テレビ・BSフジなどと共同制作。
52. ↑  tvk・サンテレビと共同制作。
53. ↑  東名阪ネット6・5いっしょ3ちゃんねる・札幌テレビ・IBC岩手放送・静岡第一テレビ・北陸放送・テレビせとうち・TVQ九州放送・くまもと県民テレビ・BSフジなどと共同制作。
54. ↑  九州朝日放送の関連会社・KBC映像が制作協力で参加。
55. ↑   血液型をテーマにしたコント「血液型封建時代 ヘモグロビンショック」内での「AB型は下層階級」などの表現が差別に当たる、と部落解放同盟広島県連合会からの抗議があり糾弾会まで実施され、即座に打ち切った。
56. ↑  ネット開始当初は番組販売扱いで、提供なしまたは広島県内の企業を中心としたローカルスポンサーを付けて放送していたが、途中からネット打ち切りまでは富士通のスポンサードネットに移行。
57. ↑  1995年から2007年までは広島ホームテレビのアナウンサーと広島県内のアマチュア野球関係者による解説の「ふるさと応援実況」を実施していた。
58. ↑  宮迫博之の不祥事による降板で一時打ち切ったが、蛍原徹が後任として加入した際に放送を再開していた。
59. ↑  本来の開催・放送時間の日曜午後枠では『開運!なんでも鑑定団』（テレビ東京）の遅れネットを優先したため、生中継の同時ネットができず、土曜午後に遅れネットで放送していた。このため、連動データ放送の視聴者参加企画には参加できなかった。また制作局や同時ネット局と異なり、5.1chサラウンド放送ではなく通常の2chステレオ放送だった。
60. ↑  UHFアニメだが、ABCアニメーションや名古屋テレビ（メ〜テレ）が製作参加しているため、便宜上こちらに記載。
61. ↑  アニメ版（TBSテレビ制作）は中国放送を含めた広島県内では未放送。
62. ↑  2010年ものづくりネットワーク大賞受賞の「ベトナム1800キロ感動旅行」2010年12月31日早朝に単発で放送（テレビ朝日など系列局でも順次放送）。
63. ↑  1990年代初期まで、初日と2日目も番組販売扱いでローカルスポンサーを付けて16時台に同時ネット放送していた。
64. ↑  「2012年 新春開運スペシャル」2012年1月4日に放送。また、30分版「るり色の砂時計コレクション」を2012年4月15日に放送。
65. ↑  1・2ndシーズンの傑作選と3rdシーズンの第104話から第145話までを放送。第146話以降はテレビ新広島で放送（第297話〈6thシーズン〉まで）。
66. ↑  中断期間あり。2011年版（第4期『レギオンメイト編』除く）と、2018年版（『続・高校生編』-『外伝 イフ-if-』）を放送。『カードファイト!! ヴァンガードG』シリーズと『カードファイト!! ヴァンガード overDress』シリーズ以降は県内未放送。
67. ↑  『アイカツフレンズ!』と『アイカツオンパレード!』は県内未放送。『アイカツプラネット!』は中国放送で放送。
68. ↑  15分縮小後の2022年5月以降は隔週新作で放送し、その翌週は再放送をするという措置が取られた。
69. ↑  木曜日の『ミッキーマウス クラブハウス』を放送。
70. ↑  『アイドルパーティー』のネット打ち切りに伴う穴埋めとして、2016年6月のみ放送。前身の『ごちそうライフ』は中国放送で放送されていた。番組自体はその後『ごちそうライフ3』へ移行し、2020年3月に終了した（「3」は県内未放送）。
71. ↑  同作品のフジテレビ制作アニメ版（『ノイタミナ』枠）はテレビ新広島を含めた広島県内の放送局では未放送。
72. ↑   1980年代までTBS系放送の旧吹き替え版・『新トムとジェリー』・『おかしなおかしな トムとジェリー大行進』を平日夕方に帯放送していた。
73. ↑  1977年時点では日曜 15:00 - 15:30に放送（出典：1977年5月29日読売新聞ラジオ・テレビ欄。同日はプロ野球『広島対大洋』の雨傘として編成）。
74. ↑  朝日放送他大半の系列局が放送した水曜 19:00 - 19:30枠では、広島ガスを中心とした複数社提供で『野生の驚異』『続・野生王国を行く』『大自然!! 素晴らしき動物』など、テレビ朝日がNETテレビ時代に制作したものの再放送や外部プロダクション制作・配給などの動物を主題としたドキュメンタリー番組を中心に編成していた。
75. ↑  『べかこの自遊時間』を最後に朝日放送が平日午後のワイドショーから撤退するまで同時ネットを続けた。
76. ↑  腸捻転解消後は中国放送・広島ホームテレビ・広島テレビのいずれかで頻繁に再放送された。またこれとは別に広島ホームテレビでは、日本テレビ系リメイク版『新・ど根性ガエル』の再放送（本放送は広島テレビで放送）も実施した。
77. ↑  広島ホームテレビ開局後も編成により中国放送で放送していた時期がある（1971年4月時点では中国放送で日曜 10:30 - 11:00）。広島ホームテレビでは全国ネットの放送時間の木曜 19:30 - 20:00に日本テレビ系の番組（末期は『木曜スペシャル』）を放送していた関係で遅れネットで（1973年時点では土曜 17:00から）放送していたが、中国放送へ移行してからは同時ネットとなった。
78. ↑  当時は日本テレビ制作・木曜 8:15 - 8:30。広島テレビへ移行したが、諸事情により途中打ち切り。
79. ↑   『バロンシリーズ』では唯一広島ホームテレビでの初回放送（前作『スーパーロボット レッドバロン』と次作『小さなスーパーマン ガンバロン』は広島テレビで放送）。
80. ↑  編成調整のため『仕置屋』13話は放送できず、後年の再放送が初放送となった。
81. ↑  番組そのものは9月で終了したため、後継番組の『それは秘密です!! 』から広島テレビへ移行。
82. ↑  なお、1979年にはテレビ朝日系日曜20時枠で復活しており、広島ホームテレビでは日本テレビ版とテレビ朝日版の両方を放映したことになる。
83. ↑  この場合はクロスネット局等の配慮から、フジテレビ系〈FNS〉扱いでの広島テレビ制作分と並列放送された地域がある
84. ↑  広島ホームテレビの開局前には、広島テレビがフジテレビ系向けを、読売テレビが日本テレビ系向けを制作した年度があった。
85. ↑  1973年の本放送当時は広島テレビ・広島ホームテレビとも未放送。1977年に再放送に準じた扱いで放送。
86. ↑  本放送終了後の1977年12月22日より平日 8:00 - 8:30の帯再放送枠で放送。
87. ↑  『桜っ子クラブ』はテレビ朝日制作だが、広島ホームテレビでは同時ネット・遅れネットのいずれの形でも放送されなかった。
88. ↑  新聞のテレビ欄や電子番組表には「終」マークがない番組もあったため、翌年1月または4月改編までの一時的な休止か、正式な打ち切りかは番組により異なった。一部の番組はその後も不定期で単発放送したことがあるほか、ネットを再開したものもある。
89. ↑  プロ野球広島東洋カープ戦中継による後日振替時は、19:00からの短縮版の体裁で放送されることがあった。
90. ↑  開局初期のスポーツ中継のテーマ曲も、当時の九州朝日放送と同じ『国民の象徴』（アーネスト・E・バグリー作曲）を使用するなど影響を受けたとみられた点があった。また、同局が制作に関与した北部九州地区の温泉旅館のインフォマーシャル番組を放送したり、『KBCオーガスタゴルフトーナメント』の初日と2日目を個別に番販購入して独自のスポンサーをつけて放送したことがあった。